# Liste des cours d'eau de Seine-et-Marne de longueur inférieure à 10 kilomètres

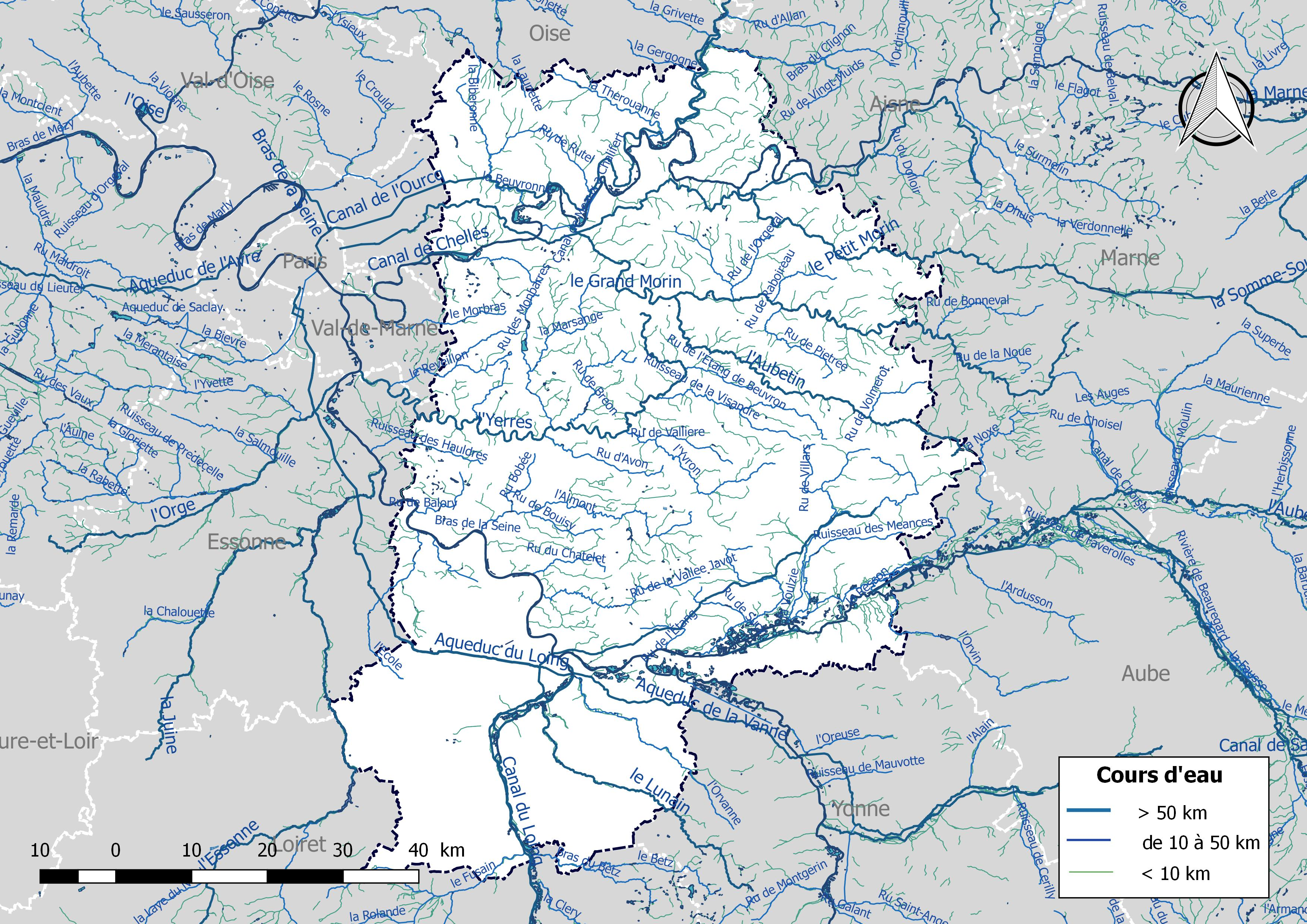
Carte de l'ensemble du réseau hydrographique de Seine-et-Marne.

## Synthèse
La Seine-et-Marne est arrosée par environ 3 591 km  de cours d'eau naturels et artificiels sur ses 507 communes ; 43 communes ne sont traversées par aucun cours d'eau.
Les communes ayant les systèmes hydrographiques les plus importants sont Fontainebleau, avec une longueur totale des cours d'eau de 43 km, Jouarre avec 31,96 km, Beautheil-Saints avec 30,18 km et Villiers-sur-Seine, 29,38 km.
Tous les cours d'eau artificiels (essentiellement classés en canal ou chenal) quelles que soient leurs longueurs, sont répertoriés sur la page principale.
Le référentiel national hiérarchise le réseau en 7 classes selon l'importance décroissante des cours d'eau.
Le tableau ci-après regroupe les 573 cours d'eau naturels irriguant pour tout ou partie du département et appartenant à l'une des classes 5 à 7 :
- 5 : longueur comprise entre 5 et 10 km ;
- 6 : longueur inférieure à 5 km ;
- 7 : Cours d'eau issus de la densification du réseau.

Cette liste ne prend pas en compte les cours d'eau référencés par Sandre inférieurs à 1 kilomètre, ainsi que les aqueducs et conduites forcées.

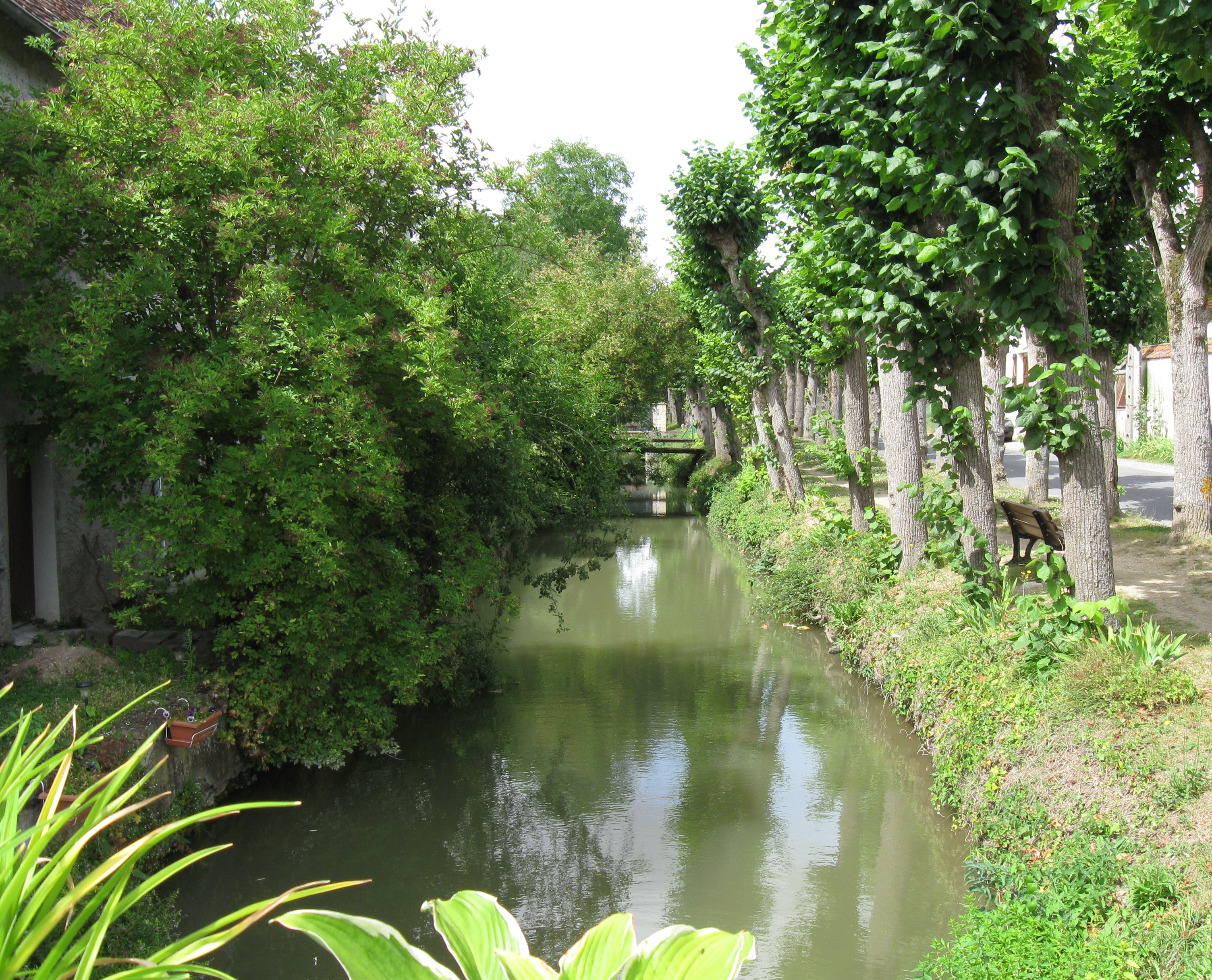
le Fusain à Beaumont du Gâtinais
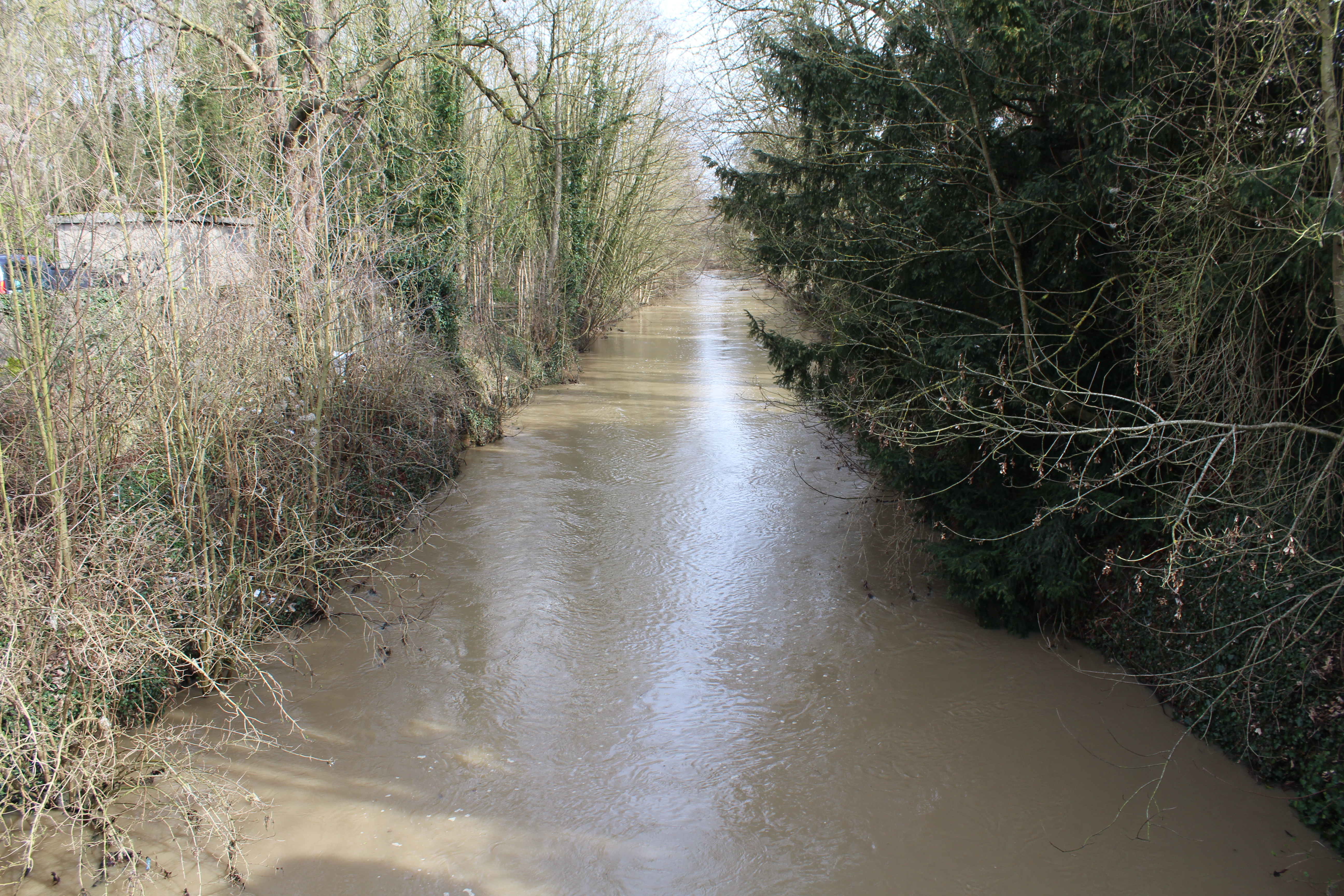
Fausse Rivière à Coulommiers
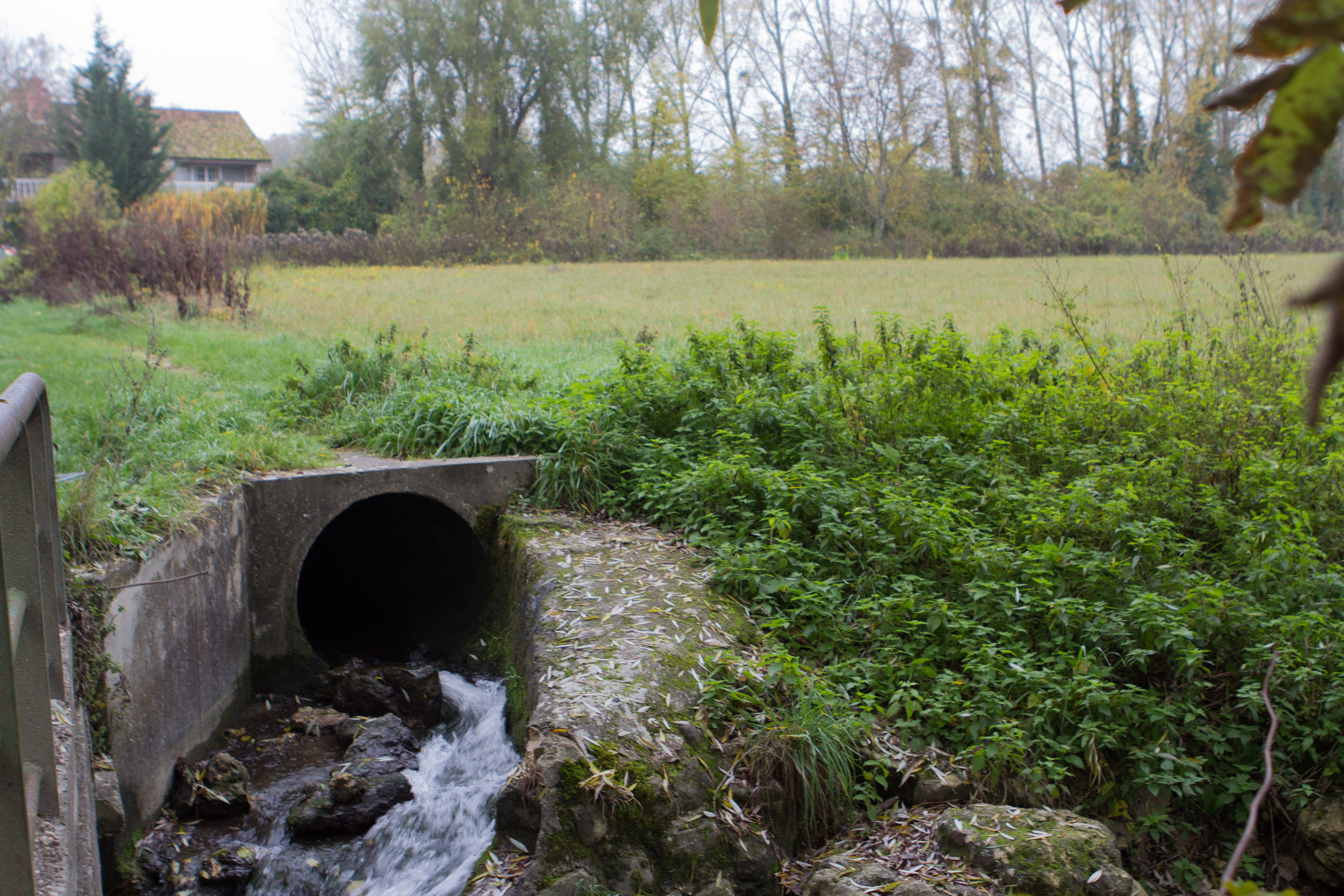
le ru de Rebais à Perthes-en-Gatinais
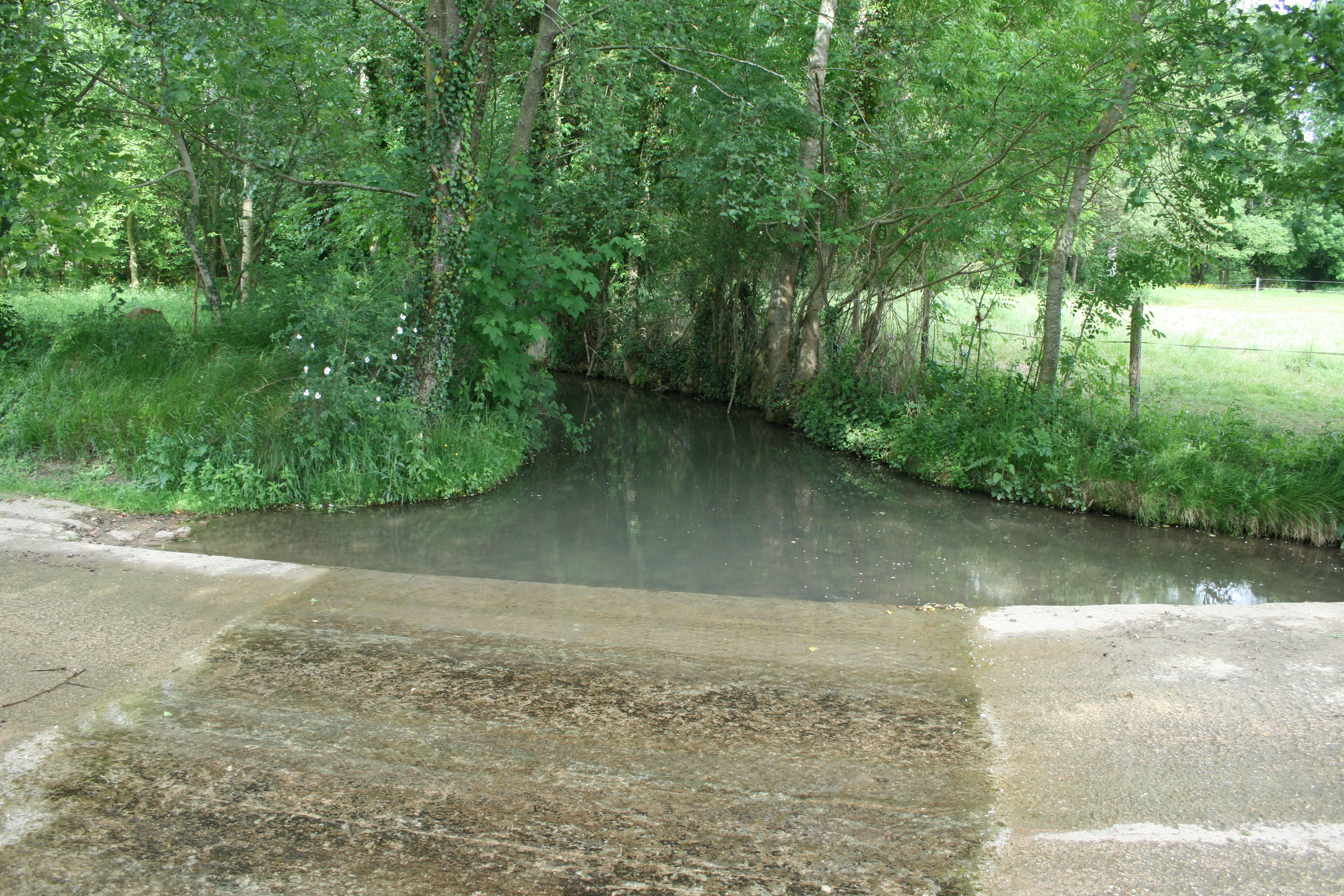
l'Orval à Blennes

| Nom du cours d'eau                                                           | Classe | Autres Toponymes                                                 | Longueur totale en km | Confluence                                              | Communes du département irriguées                                                                     |   |      |           |                             |
| ---------------------------------------------------------------------------- | ------ | ---------------------------------------------------------------- | --------------------- | ------------------------------------------------------- | --- | - | ---- | --------- | --------------------------- |
| Nom du cours d'eau                                                           | Classe | Autres Toponymes                                                 | Longueur totale en km | Abîme (ru de l')                                        | 6 | - | 1,68 | Beuvronne | Montgé-en-Goële ~ Vinantes. |
| Air (ruisseau d')                                                            | 6      | -                                                                | 1,43                  | Vidange de la Seine F4002000                            | Varennes-sur-Seine.                                                                                   |   |      |           |                             |
| Albert (ru d')                                                               | 6      | -                                                                | 4,87                  | Ruisseau de Mons                                        | Sognolles-en-Montois ~ Thénisy ~ Paroy.                                                               |   |      |           |                             |
| Aljards (fossé 01 des)                                                       | 6      | -                                                                | 1,59                  | Ru de Raboireau                                         | Saint-Denis-lès-Rebais.                                                                               |   |      |           |                             |
| Ambroises (cours d'eau 01 des)                                               | 6      | -                                                                | 1,46                  | Marne                                                   | Saint-Jean-les-Deux-Jumeaux.                                                                          |   |      |           |                             |
| Amillis (fossé 01 de la Commune d')                                          | 6      | -                                                                | 1,22                  | Aubetin                                                 | Amillis.                                                                                              |   |      |           |                             |
| Amillis (fossé 02 de la Commune d')                                          | 6      | -                                                                | 1,03                  | Aubetin                                                 | Amillis.                                                                                              |   |      |           |                             |
| Ancien Bois des Versseaux (fossé 01 de l')                                   | 6      | -                                                                | 1,47                  | Ru de Raboireau                                         | Rebais ~ Saint-Léger.                                                                                 |   |      |           |                             |
| Ancoeur (ru d')                                                              | 5      | -                                                                | 7,44                  | Almont                                                  | Fontenailles ~ Saint-Ouen-en-Brie ~ Grandpuits-Bailly-Carrois.                                        |   |      |           |                             |
| Ancoeur (ru d')                                                              | 5      | Ru de la prée - Ru de la fontaine                                | 9,63                  | Almont                                                  | Champeaux ~ Saint-Méry ~ Bombon ~ Mormant.                                                            |   |      |           |                             |
| Annet-sur-Marne (fossé 01 de la Commune d')                                  | 6      | -                                                                | 1,59                  | -                                                       | Annet-sur-Marne.                                                                                      |   |      |           |                             |
| Annet-sur-Marne (canal 01 de la Commune d') → cours d'eau naturel            | 6      | -                                                                | 1,02                  | Marne                                                   | Annet-sur-Marne.                                                                                      |   |      |           |                             |
| Arbonne (ru d')                                                              | 6      | -                                                                | 2,32                  | Ru de la grande prairie                                 | Arbonne-la-Forêt.                                                                                     |   |      |           |                             |
| Archevêque (fossé 01 de l')                                                  | 6      | -                                                                | 1,35                  | ru de la Vallee Javot                                   | Valence-en-Brie ~ Échouboulains.                                                                      |   |      |           |                             |
| Arlange (ru d')                                                              | 6      | -                                                                | 3,46                  | Ru de Saint-Mars                                        | Saint-Mars-Vieux-Maisons.                                                                             |   |      |           |                             |
| Armoin (ru d‘)                                                               | 5      | Ru du Bouillon                                                   | 5,59                  | Marne                                                   | Thorigny-sur-Marne ~ Pomponne ~ Lagny-sur-Marne ~ Annet-sur-Marne ~ Villevaude ~ Carnetin.            |   |      |           |                             |
| Arpentigny (ru d')                                                           | 6      | -                                                                | 2,73                  | Marne                                                   | Saint-Jean-les-Deux-Jumeaux.                                                                          |   |      |           |                             |
| Aubetin (bras de l')                                                         | 6      | -                                                                | 1,11                  | Aubetin                                                 | Saint-Augustin.                                                                                       |   |      |           |                             |
| Auges (ruisseau des)                                                         | 6      | -                                                                | 4,68                  | Voulzie                                                 | Provins ~ Saint-Brice.                                                                                |   |      |           |                             |
| Aunes de Gesvres (cours d'Eau 01 des)                                        | 6      | -                                                                | 1,52                  | Ourcq                                                   | Crouy-sur-Ourcq ~ May-en-Multien.\|-                                                                  |   |      |           |                             |
| Aunes de Gesvres (cours d'Eau 02 des)                                        | 6      | -                                                                | 2,68                  | Cours d'Eau 01 des Aunes de Gesvres                     | Crouy-sur-Ourcq ~ Coulombs-en-Valois.                                                                 |   |      |           |                             |
| Auxence (bras de l')                                                         | 6      | -                                                                | 4,19                  | Auxence                                                 | Saint-Sauveur-lès-Bray ~ Vimpelles.                                                                   |   |      |           |                             |
| Avaleau (ru d')                                                              | 6      | -                                                                | 4,82                  | Petit Morin                                             | Sablonnières ~ Hondevilliers ~ Villeneuve-sur-Bellot ~ Verdelot.                                      |   |      |           |                             |
| Avernes (ru des)                                                             | 5      | -                                                                | 8,16                  | Thérouanne                                              | Marchémoret ~ Saint-Soupplets ~ Forfry ~ Montgé-en-Goële.                                             |   |      |           |                             |
| Baguette (ru de la)                                                          | 6      | -                                                                | 3,15                  | Aubetin                                                 | Amillis ~ Chailly-en-Brie.                                                                            |   |      |           |                             |
| Baillard (fossé 01 de)                                                       | 6      | -                                                                | 2,56                  | Ru de Fosse-Rognon                                      | Doue ~ Saint-Denis-lès-Rebais.                                                                        |   |      |           |                             |
| Baillon (ruisseau)                                                           | 6      | -                                                                | 1,93                  | Ru de Sainte-Anne                                       | La Croix-en-Brie.                                                                                     |   |      |           |                             |
| Barbeterie (cours d'eau 01 de la)                                            | 6      | -                                                                | 1,15                  | -                                                       | Signy-Signets.                                                                                        |   |      |           |                             |
| Bareaux (ru des)                                                             | 6      | -                                                                | 1,56                  | Grand Morin                                             | Chauffry ~ Boissy-le-Châtel ~ Chailly-en-Brie.                                                        |   |      |           |                             |
| Basses Loges (fossé 01 des)                                                  | 6      | -                                                                | 1,19                  | Orvanne                                                 | Blennes.                                                                                              |   |      |           |                             |
| Beaufour (ru de)                                                             | 6      | -                                                                | 1,27                  | Ru de Chevru                                            | Amillis.                                                                                              |   |      |           |                             |
| Beautheil (fossé 02 de la Commune de)                                        | 6      | -                                                                | 3,05                  | Ru Maclin                                               | Beautheil ~ Chailly-en-Brie.                                                                          |   |      |           |                             |
| Beautheil (fossé 03 de la Commune de)                                        | 6      | -                                                                | 2,15                  | Ru Maclin                                               | Beautheil.                                                                                            |   |      |           |                             |
| Beauvais (ru de)                                                             | 6      | -                                                                | 1,12                  | Beuvronne                                               | Montgé-en-Goële ~ Vinantes ~ Le Plessis-aux-Bois.                                                     |   |      |           |                             |
| Beauval (ru de)                                                              | 6      | -                                                                | 4,74                  | Thérouanne                                              | Trocy-en-Multien ~ Le Plessis-Placy.                                                                  |   |      |           |                             |
| Becherelles (cours d'Eau 01 de)                                              | 6      | -                                                                | 2,85                  | Auxence                                                 | Gurcy-le-Châtel ~ Donnemarie-Dontilly.                                                                |   |      |           |                             |
| Becherelles (fossé 02 de)                                                    | 6      | -                                                                | 1,27                  | Cours d'Eau 01 de Becherelles                           | Donnemarie-Dontilly.                                                                                  |   |      |           |                             |
| Bêlant (ru)                                                                  | 6      | -                                                                | 1,77                  | Ru de l'Étang                                           | Laval-en-Brie.                                                                                        |   |      |           |                             |
| Belle-Mère (ru de)                                                           | 6      | -                                                                | 1,41                  | Marne                                                   | Chamigny ~ Sainte-Aulde.                                                                              |   |      |           |                             |
| Bellot (ru de)                                                               | 5      | Ru de ville                                                      | 5,01                  | Petit Morin                                             | Bellot ~ Villeneuve-sur-Bellot ~ Verdelot.                                                            |   |      |           |                             |
| Berceau (fossé 01 de)                                                        | 6      | -                                                                | 2,65                  | -                                                       | Sivry-Courtry.                                                                                        |   |      |           |                             |
| Bergères (cours d'eau 01 des)                                                | 6      | -                                                                | 4,11                  | Seine                                                   | Saint-Fargeau-Ponthierry ~ Seine-Port.                                                                |   |      |           |                             |
| Bernay-en-Brie (fossé 01 de)                                                 | 6      | -                                                                | 2,08                  | Yerres                                                  | Bernay-Vilbert ~ Courpalay.                                                                           |   |      |           |                             |
| Berthélerie (ru de la)                                                       | 6      | -                                                                | 4,97                  | Marsange                                                | Presles-en-Brie ~ Châtres ~ Liverdy-en-Brie.                                                          |   |      |           |                             |
| Bézard (fossé 01 de)                                                         | 6      | -                                                                | 1,48                  | Almont                                                  | Fontenailles ~ Nangis.                                                                                |   |      |           |                             |
| Bézu (ru de),                                                                | 6      | -                                                                | 4,94                  | Ru de Montreuil-aux-Lions                               | Sainte-Aulde.                                                                                         |   |      |           |                             |
| Biberonne (bras de la)                                                       | 6      | -                                                                | 1,61                  | Biberonne                                               | Villeneuve-sous-Dammartin ~ Thieux.                                                                   |   |      |           |                             |
| Biche (ru de)                                                                | 6      | -                                                                | 3,23                  | Grand Morin                                             | Crécy-la-Chapelle ~ Guérard.                                                                          |   |      |           |                             |
| Bicheret (ru)                                                                | 5      | -                                                                | 5,34                  | Marne                                                   | Chessy ~ Montevrain ~ Lagny-sur-Marne.                                                                |   |      |           |                             |
| Binel (ru de)                                                                | 6      | -                                                                | 2,97                  | Grand Morin                                             | Mortcerf ~ Dammartin-sur-Tigeaux ~ Tigeaux.                                                           |   |      |           |                             |
| Blanchard (ru)                                                               | 6      | -                                                                | 2,64                  | Yerres                                                  | Évry-Grégy-sur-Yerre.                                                                                 |   |      |           |                             |
| Bois (ru du)                                                                 | 6      | -                                                                | 2,00                  | Petit Morin                                             | Orly-sur-Morin ~ Bassevelle ~ Boitron.                                                                |   |      |           |                             |
| Bois des Dames (fossé 04 du)                                                 | 6      | -                                                                | 1,76                  | Ru de Monnoury                                          | Lumigny-Nesles-Ormeaux ~ Marles-en-Brie.                                                              |   |      |           |                             |
| Bois aux Moines (fossé 01 du)                                                | 6      | -                                                                | 3,67                  | -                                                       | Bombon ~ Bréau.                                                                                       |   |      |           |                             |
| Bois Chevalier (fossé 01 du)                                                 | 6      | -                                                                | 1,25                  | Ru des vieilles vignes                                  | Villeneuve-les-Bordes.                                                                                |   |      |           |                             |
| Bois Colot (ru du)                                                           | 6      | -                                                                | 4,85                  | Therouanne                                              | Gesvres-le-Chapitre ~ Barcy ~ Marcilly.                                                               |   |      |           |                             |
| Bois d'Arrageon (fossé 01 du)                                                | 6      | -                                                                | 1,59                  | Ru de Bourgogne                                         | Jouarre ~ Aulnoy.                                                                                     |   |      |           |                             |
| Bois de Broyer (fossé 01 du)                                                 | 6      | -                                                                | 1,97                  | Ru du Couru                                             | Saint-Rémy-la-Vanne ~ Jouy-sur-Morin ~ Saint-Léger.                                                   |   |      |           |                             |
| Bois de Courquetaine (fossé 01 du)                                           | 6      | -                                                                | 1,05                  | Fossé 01 de Coubert                                     | Courquetaine ~ Coubert.                                                                               |   |      |           |                             |
| Bois de faÿ (fossé 01 du)                                                    | 6      | -                                                                | 1,75                  | -                                                       | Chailly-en-Bière ~ Fontainebleau.                                                                     |   |      |           |                             |
| Bois de Grangemenant (fossé 01 du)                                           | 6      | -                                                                | 1,26                  | Ru des Français                                         | Beautheil.                                                                                            |   |      |           |                             |
| Bois de la Chapelle (fossé 01 du)                                            | 6      | -                                                                | 1,80                  | Vallée Javot                                            | Valence-en-Brie ~ Machault.                                                                           |   |      |           |                             |
| Bois de la Chapelle (fossé 02 du)                                            | 6      | -                                                                | 3,61                  | Ru de Villefermoy                                       | La Chapelle-Rablais ~ Fontenailles.                                                                   |   |      |           |                             |
| Bois de la Galande (fossé 01 du)                                             | 6      | -                                                                | 1,33                  | Ru de Certeau                                           | La Houssaye-en-Brie ~ Mortcerf.                                                                       |   |      |           |                             |
| Bois de la Reculée (fossé 01 des),                                           | 6      | -                                                                | 1,44                  | Ru du Rhône                                             | Germigny-sous-Coulombs.                                                                               |   |      |           |                             |
| Bois de l'Abreuvoir (cours d'eau 01 du)                                      | 6      | -                                                                | 1,81                  | Loing                                                   | Grez-sur-Loing ~ Saint-Pierre-lès-Nemours.                                                            |   |      |           |                             |
| Bois de l'Etang (fossé 01 des)                                               | 6      | -                                                                | 1,67                  | Ru de la Vallee Javot                                   | Échouboulains ~ Forges.                                                                               |   |      |           |                             |
| Bois de l'Ormoye (cours d'eau 01 du)                                         | 6      | -                                                                | 1,70                  | -                                                       | Châtillon-la-Borde ~ Sivry-Courtry.                                                                   |   |      |           |                             |
| Bois de l'Oseraie (fossé 01 du)                                              | 6      | -                                                                | 1,59                  | -                                                       | Aubepierre-Ozouer-le-Repos.                                                                           |   |      |           |                             |
| Bois de Mongrolle (cours d'Eau 01 du)                                        | 6      | -                                                                | 1,55                  | Ru de la Fosse aux Coqs                                 | Crécy-la-Chapelle.                                                                                    |   |      |           |                             |
| Bois de Putemuse (fossé 01 du)                                               | 6      | -                                                                | 1,04                  | Cours d'Eau 01 de Mauny                                 | Villeneuve-les-Bordes ~ La Chapelle-Rablais.                                                          |   |      |           |                             |
| Bois de Quincy (fossé 01 du)                                                 | 6      | -                                                                | 1,41                  | Ru des luisantes                                        | Courchamp ~ Saint-Hilliers.                                                                           |   |      |           |                             |
| Bois de Saint-Germain-Laval (fossé 01 du)                                    | 6      | -                                                                | 1,49                  | Fossé 01 du Bois des Glands                             | Laval-en-Brie.                                                                                        |   |      |           |                             |
| Bois de Tigery (fossé 01 du),                                                | 6      | -                                                                | 2,14                  | Ruisseau des Hauldres                                   | Combs-la-Ville.                                                                                       |   |      |           |                             |
| Bois d'Hautefeuille (fossé 01 du)                                            | 6      | -                                                                | 1,51                  | Yerres                                                  | Lumigny-Nesles-Ormeaux ~ Hautefeuille.                                                                |   |      |           |                             |
| Bois des Brûlis (canal 01 du) Nature en attente de mise à jour               | 6      | -                                                                | 2,80                  | Ru dondaine                                             | Champagne-sur-Seine ~ Samoreau ~ Vulaines-sur-Seine                                                   |   |      |           |                             |
| Bois des Clos (fossé 01 du)                                                  | 6      | -                                                                | 1,54                  | Cours d'Eau 01 de Mauny                                 | Fontains.                                                                                             |   |      |           |                             |
| Bois des Glands (fossé 01 du)                                                | 6      | -                                                                | 2,13                  | Vallee Javot                                            | Laval-en-Brie.                                                                                        |   |      |           |                             |
| Bois des Haillettes (fossé 01 du),                                           | 6      | -                                                                | 1,43                  | -                                                       | Verdelot.                                                                                             |   |      |           |                             |
| Bois des Plans (fossé 01 du)                                                 | 6      | -                                                                | 1,01                  | Vannetin                                                | Leudon-en-Brie.                                                                                       |   |      |           |                             |
| Bois des Vignettes (fossé 01 du)                                             | 6      | -                                                                | 1,38                  | Vannetin                                                | Choisy-en-Brie.                                                                                       |   |      |           |                             |
| Bois du Chatel (fossé 01 du)                                                 | 6      | -                                                                | 4,42                  | Yvron                                                   | Saint-Just-en-Brie ~ Vieux-Champagne ~ Chenoise.                                                      |   |      |           |                             |
| Bois Labrune (fossé 01 du),                                                  | 6      | -                                                                | 3,18                  | Ruisseau des Hauldres                                   | Combs-la-Ville.                                                                                       |   |      |           |                             |
| Bois Letrée (fossé 01 du)                                                    | 6      | -                                                                | 2,17                  | Aubetin                                                 | Augers-en-Brie ~ Villiers-Saint-Georges.                                                              |   |      |           |                             |
| Bois Narel (cours d'Eau 01 du)                                               | 6      | -                                                                | 1,73                  | Aubetin                                                 | Courtacon ~ Champcenest.                                                                              |   |      |           |                             |
| Bois Ripault (fossé 01 du)                                                   | 6      | -                                                                | 1,36                  | Ru du Gibet                                             | Villeneuve-Saint-Denis ~ Serris ~ Jossigny.                                                           |   |      |           |                             |
| Bois Romont (fossé 01 du)                                                    | 6      | -                                                                | 1,28                  | -                                                       | Puisieux ~ Douy-la-Ramée.                                                                             |   |      |           |                             |
| Bois Saint-Denis (fossé 01 du)                                               | 6      | -                                                                | 2,11                  | Ru de la Folie                                          | Villeneuve-Saint-Denis ~ Villeneuve-le-Comte.                                                         |   |      |           |                             |
| Bois Verdelot (cours d'eau 01 du)                                            | 6      | -                                                                | 1,70                  | Marne                                                   | Armentières-en-Brie ~ Montceaux-lès-Meaux ~ Saint-Jean-les-Deux-Jumeaux.                              |   |      |           |                             |
| Boissières (ru des)                                                          | 5      | Ru Granchard                                                     | 8,18                  | Marsange                                                | Favières ~ Neufmoutiers-en-Brie ~ Tournan-en-Brie ~ Les Chapelles-Bourbon.                            |   |      |           |                             |
| Borde (ru de la)                                                             | 6      | -                                                                | 2,49                  | Ru des Cygnes                                           | Nanteuil-lès-Meaux.                                                                                   |   |      |           |                             |
| Botteret (ru)                                                                | 6      | -                                                                | 2,26                  | Beuvronne                                               | Claye-Souilly ~ Annet-sur-Marne.                                                                      |   |      |           |                             |
| Bouchot (fossé 03 du)                                                        | 6      | -                                                                | 3,24                  | Ru de Volmerot                                          | Cerneux.                                                                                              |   |      |           |                             |
| Boudou (fossé)                                                               | 6      | -                                                                | 1,27                  | Ourcq                                                   | Ocquerre ~ Crouy-sur-Ourcq.                                                                           |   |      |           |                             |
| Bouillons (ru des)                                                           | 6      | Rivière l'Orvanne                                                | 3,65                  | Orvanne                                                 | Villecerf ~ Dormelles ~ Écuelles ~ Montarlot.                                                         |   |      |           |                             |
| Boulains (fossé 01 de)                                                       | 6      | -                                                                | 2,44                  | Ru de la Vallee Javot                                   | Échouboulains ~ Laval-en-Brie.                                                                        |   |      |           |                             |
| Boulains (fossé 02 de)                                                       | 6      | -                                                                | 1,22                  | Ru de la Vallee Javot                                   | Échouboulains.                                                                                        |   |      |           |                             |
| Bouleaux (fossé 01 des)                                                      | 6      | -                                                                | 1,06                  | Fossé 01 du Bois du Chatel                              | Saint-Just-en-Brie ~ Chenoise.                                                                        |   |      |           |                             |
| Bourdeau (ru du)                                                             | 6      | -                                                                | 2,21                  | Ru de Rutel                                             | Chauconin-Neufmontiers ~ Penchard.                                                                    |   |      |           |                             |
| Bourdottes (cours d'eau 01 des)                                              | 6      | -                                                                | 3,25                  | Cours d'Eau 01 de Mauny                                 | Fontains.                                                                                             |   |      |           |                             |
| Bourgogne (ru de)                                                            | 5      | -                                                                | 7,50                  | Ru du Rognon                                            | Jouarre ~ Aulnoy ~ Saint-Germain-sous-Doue.                                                           |   |      |           |                             |
| Bouribou (fossé de)                                                          | 6      | -                                                                | 1,33                  | Ru la Croix Helene                                      | Coulombs-en-Valois.                                                                                   |   |      |           |                             |
| Bourjasse (ravin de)                                                         | 5      | -                                                                | 6,10                  | Grande Noue d'Hermé                                     | Gouaix ~ Soisy-Bouy.                                                                                  |   |      |           |                             |
| Bouvottes (fossé 01 des)                                                     | 6      | -                                                                | 2,56                  | Ru de la Vallee Javot                                   | Machault ~ Pamfou.                                                                                    |   |      |           |                             |
| Brasset (le)                                                                 | 6      | -                                                                | 1,56                  | Marne                                                   | Armentières-en-Brie.                                                                                  |   |      |           |                             |
| Bressoy (ru de)                                                              | 6      | -                                                                | 4,23                  | Ru d'Ancoeur                                            | Bombon ~ Mormant.                                                                                     |   |      |           |                             |
| Brégy (ru de),                                                               | 6      | -                                                                | 3,17                  | Thérouanne                                              | Oissery ~ Forfry ~ Douy-la-Ramée.                                                                     |   |      |           |                             |
| Brétinoust (bras) -                                                          | 6      | -                                                                | 2,11                  | Ru de Bouisy                                            | Blandy ~ Châtillon-la-Borde ~ Sivry-Courtry.                                                          |   |      |           |                             |
| Brosse (ru de la)                                                            | 5      | -                                                                | 6,85                  | Gondoire                                                | Ferrières-en-Brie ~ Bussy-Saint-Martin ~ Bussy-Saint-Georges ~ Saint-Thibault-des-Vignes ~ Gouvernes. |   |      |           |                             |
| Brosses (ravin des),                                                         | 6      | -                                                                | 1,21                  | Ru du Val                                               | Meilleray.                                                                                            |   |      |           |                             |
| Bussy-Saint-Georges (cours d'eau 01 de la Commune de)                        | 6      | -                                                                | 2,01                  | -                                                       | Ferrières-en-Brie ~ Bussy-Saint-Georges.                                                              |   |      |           |                             |
| Bussy-Saint-Georges (fossé 02 de la Commune de)                              | 6      | -                                                                | 2,94                  | Ru de la Brosse                                         | Bussy-Saint-Georges.                                                                                  |   |      |           |                             |
| Buvotte (fossé 01 de la)                                                     | 6      | -                                                                | 1,83                  | Ru du Bois Colot                                        | Monthyon ~ Gesvres-le-Chapitre.                                                                       |   |      |           |                             |
| Canivotte (ru de la)                                                         | 6      | -                                                                | 1,19                  | Ru de Saint-Mars                                        | Saint-Mars-Vieux-Maisons.                                                                             |   |      |           |                             |
| Cannes-Ecluse (cours d'eau 01 de la Commune de)                              | 6      | Ru d'Esmans ?                                                    | 2,64                  | Yonne                                                   | Esmans ~ Cannes-Écluse.                                                                               |   |      |           |                             |
| Caves (ru des)                                                               | 6      | -                                                                | 1,30                  | Ru de la Vallee Javot                                   | Pamfou.                                                                                               |   |      |           |                             |
| Cerceaux (ru des)                                                            | 6      | -                                                                | 4,59                  | Reneuse                                                 | Mitry-Mory ~ Gressy.                                                                                  |   |      |           |                             |
| Certeau (ru de)                                                              | 5      | -                                                                | 5,77                  | Bréon                                                   | La Houssaye-en-Brie ~ Marles-en-Brie ~ Crèvecœur-en-Brie.                                             |   |      |           |                             |
| Certon (ru de)                                                               | 6      | -                                                                | 3,07                  | Ru de Gorneaux                                          | La Houssaye-en-Brie ~ Neufmoutiers-en-Brie.                                                           |   |      |           |                             |
| Chailly (ru de)                                                              | 5      | -                                                                | 6,52                  | Seine                                                   | Vernou-la-Celle-sur-Seine.                                                                            |   |      |           |                             |
| Chambrun (ru de)                                                             | 5      | Ru du Vallot                                                     | 7,05                  | Grand Morin                                             | La Ferté-Gaucher ~ Saint-Barthélemy.                                                                  |   |      |           |                             |
| Chamigny (fossé 01 de la Commune de)                                         | 6      | -                                                                | 1,60                  | Marne                                                   | Chamigny.                                                                                             |   |      |           |                             |
| Chamigny (fossé 02 de la Commune de)                                         | 6      | -                                                                | 1,16                  | Fossé 01 de Godefroy                                    | Chamigny.                                                                                             |   |      |           |                             |
| Champabon (fossé 01 de)                                                      | 5      | -                                                                | 5,92                  | Auxence                                                 | Gurcy-le-Châtel ~ Donnemarie-Dontilly ~ Montigny-Lencoup.                                             |   |      |           |                             |
| Champagne (fossé 01 de la)                                                   | 6      | -                                                                | 1,07                  | Ruisseau de la Traconne                                 | Louan-Villegruis-Fontaine.                                                                            |   |      |           |                             |
| Champarlin (fossé 01 de)                                                     | 6      | -                                                                | 1,16                  | Ru des Vieux Moulins                                    | Maison-Rouge ~ Lizines.                                                                               |   |      |           |                             |
| Champs des Rois (fossé 01 des)                                               | 6      | -                                                                | 1,06                  | Auxence                                                 | Meigneux.                                                                                             |   |      |           |                             |
| Champ du Prophète (fossé 01 du)                                              | 6      | -                                                                | 1,37                  | Ru du Lieton                                            | Giremoutiers ~ La Haute-Maison.                                                                       |   |      |           |                             |
| Champ Huet (ru de)                                                           | 6      | -                                                                | 1,54                  | Grand Morin                                             | La Chapelle-Moutils ~ Lescherolles.                                                                   |   |      |           |                             |
| Champsouchard (fossé 01 de)                                                  | 6      | -                                                                | 3,50                  | -                                                       | Passy-sur-Seine ~ Villuis ~ Fontaine-Fourches ~ Noyen-sur-Seine.                                      |   |      |           |                             |
| Champsouchard (bras 01 de)                                                   | 6      | -                                                                | 1,35                  | Fossé 01 de Champsouchard                               | Noyen-sur-Seine.                                                                                      |   |      |           |                             |
| Champs-sur-Marne (Cours d'eau 01 de la Commune de )                          | 5      | Ru du Merdereau                                                  | 7,53                  | Marne                                                   | Émerainville ~ Champs-sur-Marne.                                                                      |   |      |           |                             |
| Chantereine (ru de)                                                          | 5      | Ruisseau de Chelles                                              | 7,38                  | Marne                                                   | Chelles ~ Brou-sur-Chantereine ~ Vaires-sur-Marne ~ Le Pin ~ Courtry.                                 |   |      |           |                             |
| Chapelle-Gauthier (fossé 01 de la Commune de la)                             | 6      | -                                                                | 1,89                  | Almont                                                  | Fontenailles ~ La Chapelle-Gauthier.                                                                  |   |      |           |                             |
| Charcot (ru de)                                                              | 6      | -                                                                | 1,35                  | Grand Morin                                             | Saint-Siméon ~ Chailly-en-Brie.                                                                       |   |      |           |                             |
| Château de Sigy (cours d'eau 01 du)                                          | 6      | -                                                                | 1,15                  | Auxence                                                 | Sigy.                                                                                                 |   |      |           |                             |
| Châtelet (fossé 01 de)                                                       | 6      | -                                                                | 1,90                  | [[-]]                                                   | Égligny ~ Balloy.                                                                                     |   |      |           |                             |
| Chaton (ru de)                                                               | 5      | -                                                                | 7,66                  | Ourcq                                                   | Ocquerre ~ Vendrest.                                                                                  |   |      |           |                             |
| Chaudron (ru de)                                                             | 6      | -                                                                | 3,73                  | Ru de chambrun                                          | La Ferté-Gaucher ~ Saint-Martin-des-Champs.                                                           |   |      |           |                             |
| Chenoise (fossé 01 de la Commune de)                                         | 6      | -                                                                | 1,15                  | -                                                       | Jouy-le-Châtel ~ Chenoise.                                                                            |   |      |           |                             |
| Chenoise (fossé 02 de la Commune de)                                         | 6      | -                                                                | 1,26                  | Ru de Réveillon                                         | Chenoise.                                                                                             |   |      |           |                             |
| Chenoise (fossé 03 de la Commune de)                                         | 6      | -                                                                | 1.97                  | Ru de Réveillon                                         | Chenoise.                                                                                             |   |      |           |                             |
| Chevru (ru de)                                                               | 5      | -                                                                | 7,72                  | Aubetin                                                 | Amillis ~ Chevru ~ Beton-Bazoches.                                                                    |   |      |           |                             |
| Chevry (ru de)                                                               | 5      | -                                                                | 6,09                  | Marsange                                                | Châtres ~ Chaumes-en-Brie ~ Ozouer-le-Voulgis.                                                        |   |      |           |                             |
| Chevry-Cossigny (fossé 01 de la Commune de)                                  | 6      | -                                                                | 1,77                  | Ru de Réveillon                                         | Férolles-Attilly ~ Chevry-Cossigny.                                                                   |   |      |           |                             |
| Chivres (ru de)                                                              | 5      | Ru de rutel                                                      | 8,90                  | Marne                                                   | Armentieres-en-Brie. ~ Jaignes ~ Tancrou ~ Ussy-sur-Marne ~ Cocherel.                                 |   |      |           |                             |
| Choisel (ru de)                                                              | 6      | -                                                                | 3,15                  | Petit Morin                                             | Jouarre ~ Saint-Cyr-sur-Morin.                                                                        |   |      |           |                             |
| Choyau (ru de)                                                               | 6      | -                                                                | 2,08                  | Seine                                                   | Jaulnes.                                                                                              |   |      |           |                             |
| Clairette (la)                                                               | 6      | -                                                                | 4,44                  | Loing                                                   | Grez-sur-Loing ~ Montcourt-Fromonville ~ La Genevraye ~ Montigny-sur-Loing.                           |   |      |           |                             |
| Claire Fontaine (fossé 01 de)                                                | 6      | -                                                                | 1,28                  | Ru de Montreuil-aux-Lions                               | Dhuisy.                                                                                               |   |      |           |                             |
| Claye-Souilly (cours d'eau 01 de la Commune de)                              | 6      | -                                                                | 2,70                  | Canal de l'Ourcq                                        | Claye-Souilly ~ Gressy.                                                                               |   |      |           |                             |
| Claye-Souilly (bras 01 de la Commune de)                                     | 6      | -                                                                | 2,26                  | Beuvronne                                               | Claye-Souilly.                                                                                        |   |      |           |                             |
| Clicot (ru)                                                                  | 6      | -                                                                | 1,54                  | Ru de la Vallee Javot                                   | Féricy ~ Héricy.                                                                                      |   |      |           |                             |
| Clos Brilland (fossé 01 du)                                                  | 6      | -                                                                | 3,66                  | Ru de Bréon                                             | Mortcerf ~ Crèvecœur-en-Brie ~ Lumigny-Nesles-Ormeaux.                                                |   |      |           |                             |
| Cochepis (fossé 01 des)                                                      | 6      | -                                                                | 1,66                  | Ru de Lochy                                             | Magny-le-Hongre ~ Saint-Germain-sur-Morin.                                                            |   |      |           |                             |
| Commonnerie (fossé 01 de la)                                                 | 5      | Ru de la Poix                                                    | 5,55                  | Yerres                                                  | Hautefeuille ~ Pézarches ~ Faremoutiers ~ Touquin.                                                    |   |      |           |                             |
| Conduit (le)                                                                 | 5      | -                                                                | 7,47                  | Seine                                                   | Gravon ~ Balloy ~ Bazoches-lès-Bray.                                                                  |   |      |           |                             |
| Conduit (le)                                                                 | 6      | -                                                                | 1,65                  | Le Conduit                                              | Bazoches-lès-Bray.                                                                                    |   |      |           |                             |
| Corbier (ru du)                                                              | 6      | -                                                                | 2,36                  | Grand Morin                                             | Couilly-Pont-aux-Dames ~ Quincy-Voisins.                                                              |   |      |           |                             |
| Cordier (ru du),                                                             | 6      | -                                                                | 1,72                  | Ru de Montreuil-aux-Lions                               | Dhuisy.                                                                                               |   |      |           |                             |
| Cordoux (fossé 01 de)                                                        | 6      | -                                                                | 4,19                  | Yvron                                                   | Quiers ~ Courpalay.                                                                                   |   |      |           |                             |
| Cormier (fossé 01 du)                                                        | 6      | -                                                                | 1,19                  | Yvron                                                   | Courpalay.                                                                                            |   |      |           |                             |
| Cornefève (fossé 01 de)                                                      | 6      | -                                                                | 3,22                  | Ru de Vallière                                          | Pécy ~ Jouy-le-Châtel.                                                                                |   |      |           |                             |
| Cornillot (ru du)                                                            | 5      | Ru de Tuboeuf                                                    | 6,85                  | Yerres                                                  | Évry-Grégy-sur-Yerre ~ Brie-Comte-Robert.                                                             |   |      |           |                             |
| Cornouillers (fossé 01 des)                                                  | 6      | -                                                                | 1,57                  | -                                                       | Pomponne.                                                                                             |   |      |           |                             |
| Coubert (fossé 01 de)                                                        | 6      | -                                                                | 4,94                  | Ru de Fontaine                                          | Solers ~ Courquetaine ~ Coubert.                                                                      |   |      |           |                             |
| Couleuvrain (fossé 01 du)                                                    | 5      | -                                                                | 5,24                  | Ru de Balory                                            | Nandy ~ Savigny-le-Temple ~ Cesson.                                                                   |   |      |           |                             |
| Coulombs (ru de),                                                            | 6      | Ru de boulard                                                    | 3,62                  | Ru du Rhône                                             | Germigny-sous-Coulombs ~ Coulombs-en-Valois.                                                          |   |      |           |                             |
| Coupe Gorge (ru du)                                                          | 6      | -                                                                | 1,36                  | Réveillon                                               | Chevry-Cossigny.                                                                                      |   |      |           |                             |
| Cour d'Artois (cours d'eau 01 de la),                                        | 6      | -                                                                | 1,95                  | Aqueduc de la Dhuis                                     | Bussières ~ Citry.                                                                                    |   |      |           |                             |
| Couru (ru du)                                                                | 6      | -                                                                | 4,45                  | Grand Morin                                             | Saint-Rémy-la-Vanne ~ Jouy-sur-Morin.                                                                 |   |      |           |                             |
| Coupvray (ru de)                                                             | 6      | Ru des Pendants, Ru de la Fréminette                             | 4,64                  | Canal de Meaux à Chalifert                              | Coupvray ~ Esbly.                                                                                     |   |      |           |                             |
| Courotte (fossé 01 de la)                                                    | 6      | -                                                                | 3,11                  | Cours d'Eau 01 de la Fontaine Gain                      | Rampillon ~ Vanvillé.                                                                                 |   |      |           |                             |
| Courset (ru de)                                                              | 5      | -                                                                | 6,78                  | Marne                                                   | Charny ~ Villeroy ~ Le Plessis-aux-Bois ~ Charmentray.                                                |   |      |           |                             |
| Courtablond (ru de)                                                          | 5      | Ru des Effaneaux                                                 | 9,90                  | Marne                                                   | Jaignes ~ Ussy-sur-Marne ~ Chamigny.                                                                  |   |      |           |                             |
| Courtilière (fossé 01 de la)                                                 | 6      | -                                                                | 3,42                  | Beuvronne                                               | Montgé-en-Goële ~ Vinantes.                                                                           |   |      |           |                             |
| Courtine (fossé 01 de la)                                                    | 6      | -                                                                | 1,04                  | Vannetin                                                | Choisy-en-Brie.                                                                                       |   |      |           |                             |
| Courtois (ru),                                                               | 6      | -                                                                | 2,51                  | Launette                                                | Dammartin-en-Goële.                                                                                   |   |      |           |                             |
| Coutant (ru du)                                                              | 6      | -                                                                | 2,44                  | Grand Morin                                             | Chailly-en-Brie.                                                                                      |   |      |           |                             |
| Coutencon (fossé 01 de la Commune de)                                        | 6      | -                                                                | 2,73                  | Ru de la Vallée Javot                                   | Villeneuve-les-Bordes ~ Coutençon.                                                                    |   |      |           |                             |
| Coutures (fossé 01 des)                                                      | 6      | -                                                                | 1,58                  | Barcq                                                   | Rupéreux ~ Voulton.                                                                                   |   |      |           |                             |
| Crémadot (cours d'eau 01 du)                                                 | 6      | -                                                                | 1,32                  | Raboireau                                               | Rebais.                                                                                               |   |      |           |                             |
| Croix Hélène (ru la)                                                         | 5      | Ru Roland                                                        | 6,16                  | Ourcq                                                   | May-en-Multien ~ Crouy-sur-Ourcq ~ Coulombs-en-Valois.                                                |   |      |           |                             |
| Cul Deau (ru du)                                                             | 6      | -                                                                | 1,56                  | Grand Morin                                             | Tigeaux.                                                                                              |   |      |           |                             |
| Cygnes (ru des)                                                              | 5      | -                                                                | 9,72                  | Marne                                                   | Nanteuil-lès-Meaux ~ Boutigny ~ Fublaines ~ Saint-Fiacre ~ Villemareuil.                              |   |      |           |                             |
| Dampleger (fossé 01 de)                                                      | 6      | -                                                                | 3,63                  | -                                                       | Penchard ~ Chambry ~ Crégy-lès-Meaux ~ Poincy.                                                        |   |      |           |                             |
| Décharge de l'Etang (ru de)                                                  | 6      | -                                                                | 2,69                  | La Clairette                                            | Montcourt-Fromonville ~ La Genevraye.                                                                 |   |      |           |                             |
| Dondaine (ru)                                                                | 6      | -                                                                | 2,55                  | Seine                                                   | Samoreau ~ Vulaines-sur-Seine.                                                                        |   |      |           |                             |
| Doue (fossé 01 de la Commune de)                                             | 6      | -                                                                | 1,28                  | Cours d'Eau 01 de la Commune de Saint-Germain-sous-Doue | Jouarre ~ Doue.                                                                                       |   |      |           |                             |
| Dragon (ru du)                                                               | 5      | Ru des glatigny, Ru du fossé mou                                 | 8,12                  | Voulzie                                                 | Longueville ~ Maison-Rouge ~ La Chapelle-Saint-Sulpice ~ Saint-Loup-de-Naud ~ Vulaines-lès-Provins.   |   |      |           |                             |
| Drouilly (ru de),                                                            | 5      | Ru de Voigny, Ru du Mez                                          | 8,14                  | Grand Morin                                             | Saint-Martin-du-Boschet ~ La Chapelle-Moutils ~ Lescherolles.                                         |   |      |           |                             |
| Dulandy (cours d'Eau 01)                                                     | 6      | -                                                                | 1,58                  | Lunain                                                  | Nonville.                                                                                             |   |      |           |                             |
| Eau Raide (cours d'eau 01 de l)                                              | 6      | -                                                                | 2,61                  | Beuvronne                                               | Claye-Souilly.                                                                                        |   |      |           |                             |
| Effervettes (ru des)                                                         | 5      | -                                                                | 5,41                  | Almont                                                  | Fontains ~ Nangis ~ Rampillon.                                                                        |   |      |           |                             |
| Élouats (ru des) Nature en attente de mise à jour                            | 6      | -                                                                | 4,92                  | Thérouanne                                              | Étrépilly ~ Vincy-Manœuvre ~ Trocy-en-Multien.                                                        |   |      |           |                             |
| Enfer (fossé 01 de l')                                                       | 6      | -                                                                | 3,00                  | Fossé 01 de la Garenne de Boissy                        | Machault.                                                                                             |   |      |           |                             |
| Ermites (fossé 01 des)                                                       | 6      | -                                                                | 1,14                  | Ru du Rognon                                            | Pierre-Levée.                                                                                         |   |      |           |                             |
| Essonne (bras de l'),                                                        | 6      | -                                                                | 1,46                  | Essonne                                                 | Buthiers.                                                                                             |   |      |           |                             |
| Étang (bras de l')                                                           | 6      | -                                                                | 3,24                  | Aubetin                                                 | Augers-en-Brie~ Courtacon.                                                                            |   |      |           |                             |
| Étang (ru de l')                                                             | 6      | -                                                                | 2,67                  | Aubetin                                                 | Augers-en-Brie ~ Les Marêts ~ Champcenest.                                                            |   |      |           |                             |
| Étang (ru de l')                                                             | 6      | -                                                                | 2,42                  | La mare aux Sangsues                                    | Villevaudé ~ Brou-sur-Chantereine.                                                                    |   |      |           |                             |
| Étang (ru de l')                                                             | 6      | -                                                                | 3,90                  | Ru de la Forêt                                          | Dammartin-sur-Tigeaux ~ Villeneuve-le-Comte.                                                          |   |      |           |                             |
| Étangs (ru des)                                                              | 6      | -                                                                | 3,13                  | Ru d'Avaleau                                            | Bassevelle ~ Sablonnières ~ Hondevilliers.                                                            |   |      |           |                             |
| Étang de Beuvron (bras du ru de l')                                          | 6      | -                                                                | 1,29                  | Ru de l'Étang de Beuvron                                | Vaudoy-en-Brie.                                                                                       |   |      |           |                             |
| Étang de la Calabre (fossé 01 de l')                                         | 6      | -                                                                | 1,27                  | Ru du Lieton                                            | La Haute-Maison.                                                                                      |   |      |           |                             |
| Étang de Péreuse (fossé 01 de l')                                            | 6      | -                                                                | 2,40                  | -                                                       | Jouarre.                                                                                              |   |      |           |                             |
| Étang de Tizard (fossé 01 de l')                                             | 6      | -                                                                | 1,13                  | Ru de la Berthélerie                                    | Presles-en-Brie ~ Liverdy-en-Brie.                                                                    |   |      |           |                             |
| Étang des Morillas (fossé 01 de l')                                          | 6      | -                                                                | 2,70                  | Ru du Lieton                                            | Maisoncelles-en-Brie ~ Giremoutiers.                                                                  |   |      |           |                             |
| Etang Neuf (fossé 10 de l')                                                  | 6      | -                                                                | 2,12                  | Ru de la Vallée Javot                                   | Échouboulains.                                                                                        |   |      |           |                             |
| Étang Nodart (ru de l')                                                      | 6      | -                                                                | 2,59                  | Vannetin                                                | Marolles-en-Brie.                                                                                     |   |      |           |                             |
| Étang Saint-Denis (fossé 01 de l')                                           | 6      | -                                                                | 2,62                  | Ru du Rognon                                            | Pierre-Levée.                                                                                         |   |      |           |                             |
| Étang Saint-Georges (fossé 01 de l')                                         | 6      | -                                                                | 1,17                  | -                                                       | Verdelot.                                                                                             |   |      |           |                             |
| Eve (fossé 01 de la Commune d'),                                             | 6      | -                                                                | 2,74                  | Ru Courtois                                             | Dammartin-en-Goële                                                                                    |   |      |           |                             |
| Eve (cours d'eau 03 de la Commune d'),                                       | 6      | -                                                                | 3,81                  | Launette                                                | Othis                                                                                                 |   |      |           |                             |
| Faujus (ru de)                                                               | 6      | -                                                                | 3,72                  | Ru de Chevru                                            | Chevru ~ Beton-Bazoches.                                                                              |   |      |           |                             |
| Fosse-Rognon (ru de)                                                         | 5      | -                                                                | 5,31                  | Orgeval                                                 | Doue ~ Rebais.                                                                                        |   |      |           |                             |
| Fausse Rivière                                                               | 6      | -                                                                | 1,58                  | Aubetin                                                 | Beautheil.                                                                                            |   |      |           |                             |
| Favenet (fossé 01 de)                                                        | 6      | -                                                                | 1,83                  | Orvanne                                                 | Voulx ~ Diant.                                                                                        |   |      |           |                             |
| Favières (fossé 01 de la Commune de)                                         | 6      | -                                                                | 1,13                  | Ru de la Hotte                                          | Favières                                                                                              |   |      |           |                             |
| Ferrières-en-Brie (fossé 01 de la Commune de)                                | 6      | -                                                                | 1,90                  | Ru de la Brosse                                         | Ferrières-en-Brie ~ Collégien.                                                                        |   |      |           |                             |
| Feneuse (ru de)                                                              | 6      | -                                                                | 3,64                  | Marsange                                                | Liverdy-en-Brie ~ Châtres.                                                                            |   |      |           |                             |
| Ferme la Commune du Jard (fossé 01 de la)                                    | 6      | -                                                                | 1,55                  | -                                                       | Pamfou.                                                                                               |   |      |           |                             |
| Ferme le Mesnil (fossé 01 de la)                                             | 6      | -                                                                | 1,44                  | Ru des Effervettes                                      | Fontains.                                                                                             |   |      |           |                             |
| Ferme les Fossés (fossé 01 de la)                                            | 6      | -                                                                | 1,16                  | -                                                       | Villeneuve-les-Bordes.                                                                                |   |      |           |                             |
| Flavien (ru)                                                                 | 5      | -                                                                | 6,39                  | Bras de la Seine F4007001                               | Vernou-la-Celle-sur-Seine ~ La Grande-Paroisse.                                                       |   |      |           |                             |
| Flavien (bras du)                                                            | 6      | -                                                                | 1,74                  | Ru Flavien                                              | Vernou-la-Celle-sur-Seine ~ La Grande-Paroisse.                                                       |   |      |           |                             |
| Fleury (fossé 01 de)                                                         | 6      | -                                                                | 1,11                  | Yvron                                                   | La Chapelle-Iger ~ Courpalay.                                                                         |   |      |           |                             |
| Folie (ru de la)                                                             | 5      | -                                                                | 9,81                  | Ru de la Hotte                                          | Villeneuve-Saint-Denis ~ Villeneuve-le-Comte ~ Favières ~ Serris ~ Bailly-Romainvilliers.             |   |      |           |                             |
| Folie (fossé 01 de la)                                                       | 6      | -                                                                | 1,23                  | Ru de Sucy                                              | Montigny-Lencoup.                                                                                     |   |      |           |                             |
| Foljuif (ru de)                                                              | 6      | -                                                                | 1,82                  | -                                                       | Saint-Pierre-lès-Nemours ~ Grez-sur-Loing.                                                            |   |      |           |                             |
| Fonderie (ru de la)                                                          | 6      | -                                                                | 4,04                  | Petit Morin                                             | Bussières ~ Orly-sur-Morin ~ Bassevelle.                                                              |   |      |           |                             |
| Fonds de Brie (fossé 01 des)                                                 | 6      | -                                                                | 1,35                  | Ru des Prés de Forcilles                                | Férolles-Attilly ~ Brie-Comte-Robert.                                                                 |   |      |           |                             |
| Fontaine (ru de)                                                             | 5      | -                                                                | 6,39                  | Yerres                                                  | Soignolles-en-Brie ~ Grisy-Suisnes ~ Coubert.                                                         |   |      |           |                             |
| Fontaine (ru de la)                                                          | 6      | -                                                                | 1,06                  | Orvanne                                                 | Villecerf ~ Dormelles.                                                                                |   |      |           |                             |
| Fontaine aux Dames (ru de la)                                                | 6      | -                                                                | 1,76                  | Ru d'Avaleau                                            | Hondevilliers.                                                                                        |   |      |           |                             |
| Fontaine Gain (cours d'Eau 01 de la)                                         | 5      | -                                                                | 7,40                  | Yvron                                                   | La Croix-en-Brie ~ Rampillon.                                                                         |   |      |           |                             |
| Fontaine Pierrotte (fossé 01 de la)                                          | 6      | -                                                                | 1,36                  | Cours d'Eau 01 de la Fontaine Gain                      | Rampillon.                                                                                            |   |      |           |                             |
| Fontaine Ronde (fossé 01 de la)                                              | 6      | -                                                                | 3,43                  | Ru de Balory                                            | Savigny-le-Temple ~ Cesson ~ Vert-Saint-Denis.                                                        |   |      |           |                             |
| Fontaine Saint-Jean (ru de la)                                               | 6      | -                                                                | 1,02                  | Ru des Avernes                                          | Saint-Soupplets.                                                                                      |   |      |           |                             |
| Fontaine Saint-Jean (ru de la)                                               | 6      | -                                                                | 3,19                  | Yerres                                                  | Lumigny-Nesles-Ormeaux ~ Voinsles.                                                                    |   |      |           |                             |
| Fontaine Saint-Martin Nature en attente de mise à jour                       | 7      | -                                                                | 1,15                  | Le Ru                                                   | Chalautre-la-Grande.                                                                                  |   |      |           |                             |
| Fontaineroux (ru de)                                                         | 6      | -                                                                | 3,39                  | Ru Clicot                                               | Héricy ~ Machault.                                                                                    |   |      |           |                             |
| Fontaines de Saint-Martin (fossé 01 des)                                     | 6      | -                                                                | 1,89                  | Seine                                                   | Fontaine-le-Port.                                                                                     |   |      |           |                             |
| Fontaines Blanches (ru des)                                                  | 6      | -                                                                | 4,94                  | Yerres                                                  | Voinsles ~ Bernay-Vilbert ~ Rozay-en-Brie.                                                            |   |      |           |                             |
| Fontenelle (ru de)                                                           | 6      | -                                                                | 2,77                  | Ru de saint-mars                                        | Saint-Mars-Vieux-Maisons.                                                                             |   |      |           |                             |
| Foret (ru de la)                                                             | 6      | -                                                                | 3,18                  | Ru de Binel                                             | Dammartin-sur-Tigeaux ~ Villeneuve-le-Comte.                                                          |   |      |           |                             |
| Forêt Domaniale de Crécy (fossé 01 de la)                                    | 6      | -                                                                | 2,31                  | Marsange                                                | Neufmoutiers-en-Brie ~ Villeneuve-le-Comte ~ Mortcerf.                                                |   |      |           |                             |
| Forêt Domaniale de Villefermoy (fossé 01 de la)                              | 6      | -                                                                | 2.95                  | Ru de Villefermoy                                       | La Chapelle-Rablais ~ Les Écrennes ~ Fontenailles.                                                    |   |      |           |                             |
| Forêt Régionale de Bondy (cours d'eau 01 de la),                             | 6      | -                                                                | 1,77                  | -                                                       | Chelles.                                                                                              |   |      |           |                             |
| Forge (ravin de la)                                                          | 6      | -                                                                | 1,22                  | Ru du Dragon                                            | La Chapelle-Saint-Sulpice ~ Vulaines-lès-Provins.                                                     |   |      |           |                             |
| Fosse aux Coqs (ru de la)                                                    | 5      | Ru de l'étang de la borde                                        | 9,59                  | Grand Morin                                             | Crécy-la-Chapelle ~ Maisoncelles-en-Brie ~ La Haute-Maison.                                           |   |      |           |                             |
| Français (ru des)                                                            | 5      | -                                                                | 7,09                  | Étang de Beuvron                                        | Beautheil ~ Touquin ~ Saints ~ Vaudoy-en-Brie.                                                        |   |      |           |                             |
| Franchin (ru de)                                                             | 6      | Ru des gravottes                                                 | 3,59                  | Grand Morin                                             | Saint-Martin-des-Champs ~ Lescherolles.                                                               |   |      |           |                             |
| Frégy (ru de)                                                                | 5      | -                                                                | 5,02                  | Bras du Bréon F4754001                                  | Chaumes-en-Brie ~ Fontenay-Trésigny.                                                                  |   |      |           |                             |
| Froideur (ru de)                                                             | 6      | -                                                                | 3,77                  | Seine                                                   | Héricy.                                                                                               |   |      |           |                             |
| Fromont (ru de)                                                              | 6      | -                                                                | 1,30                  | Ru de Saint-Mars                                        | Saint-Mars-Vieux-Maisons.                                                                             |   |      |           |                             |
| Fusain (bras du)                                                             | 6      | -                                                                | 3,31                  | Fusain                                                  | Château-Landon.                                                                                       |   |      |           |                             |
| Fusain (bras du)                                                             | 6      | -                                                                | 1,41                  | Fusain                                                  | Beaumont-du-Gâtinais.                                                                                 |   |      |           |                             |
| Ganisse (ru de)                                                              | 6      | -                                                                | 2,55                  | Yerres                                                  | Évry-Grégy-sur-Yerre ~ Combs-la-Ville.                                                                |   |      |           |                             |
| Garenne (ru)                                                                 | 6      | -                                                                | 2,73                  | Ru de Montreuil-aux-Lions                               | Sainte-Aulde.                                                                                         |   |      |           |                             |
| Garenne (ru de la)                                                           | 6      | -                                                                | 1,51                  | -                                                       | Puisieux.                                                                                             |   |      |           |                             |
| Garenne (ru de la),                                                          | 6      | -                                                                | 2,24                  | Ru du Val                                               | Meilleray.                                                                                            |   |      |           |                             |
| Garenne de Boissy (fossé 01 de la)                                           | 6      | -                                                                | 1,24                  | Ru de Fontaineroux                                      | Machault.                                                                                             |   |      |           |                             |
| Gassets (ru des)                                                             | 5      | -                                                                | 5,01                  | Gondoire                                                | Jossigny ~ Serris ~ Bailly-Romainvilliers ~ Montévrain.                                               |   |      |           |                             |
| Gibet (ru du)                                                                | 6      | -                                                                | 2,87                  | Ru de la Folie                                          | Serris ~ Villeneuve-Saint-Denis.                                                                      |   |      |           |                             |
| Gibot (ru)                                                                   | 6      | -                                                                | 2,72                  | Ru des Avernes                                          | Saint-Soupplets.                                                                                      |   |      |           |                             |
| Gland (fossé 01 du),                                                         | 6      | -                                                                | 1,05                  | Fossé 01 du Bois Labrune                                | Combs-la-Ville.                                                                                       |   |      |           |                             |
| Godefroy (fossé 01 de)                                                       | 6      | -                                                                | 1,90                  | Marne                                                   | Chamigny.                                                                                             |   |      |           |                             |
| Gorneaux (ru de),                                                            | 6      | -                                                                | 2,14                  | Ru de Bréon                                             | Les Chapelles-Bourbon ~ La Houssaye-en-Brie.                                                          |   |      |           |                             |
| Gouffre (ravin du),                                                          | 6      | -                                                                | 4,86                  | Seine                                                   | Nandy ~ Le Coudray-Montceaux ~ Morsang-sur-Seine ~ Saint-Pierre-du-Perray.                            |   |      |           |                             |
| Goulot (ru du)                                                               | 5      | -                                                                | 7,51                  | Almont                                                  | Sivry-Courtry ~ La Chapelle-Gauthier ~ Moisenay.                                                      |   |      |           |                             |
| Grand Bibartault (fossé 01 du)                                               | 6      | -                                                                | 1,81                  | Cours d'Eau 01 du Petit Bibartault                      | Pierre-Levée ~ Jouarre.                                                                               |   |      |           |                             |
| Grand Buisson du Mée (fossé 01 du)                                           | 6      | -                                                                | 1,35                  | Almont                                                  | La Chapelle-Rablais.                                                                                  |   |      |           |                             |
| Grand Étang (ru du)                                                          | 6      | -                                                                | 3,08                  | Ru de la Folie                                          | Favières ~ Neufmoutiers-en-Brie.                                                                      |   |      |           |                             |
| Grand Étang (fossé du)                                                       | 6      | -                                                                | 3,07                  | Theve                                                   | Othis                                                                                                 |   |      |           |                             |
| Grand Fossé (le),                                                            | 6      | -                                                                | 4,94                  | Ourcq                                                   | Crouy-sur-Ourcq ~ Coulombs-en-Valois.                                                                 |   |      |           |                             |
| Grand Morin (bras du)                                                        | 6      | -                                                                | 2,29                  | Grand Morin                                             | Lesches ~ Esbly ~ Isles-lès-Villenoy.                                                                 |   |      |           |                             |
| Grand Ru (le)                                                                | 6      | -                                                                | 3,11                  | Bras du Grand Morin                                     | Coutevroult ~ Villiers-sur-Morin.                                                                     |   |      |           |                             |
| Grande Noue                                                                  | 5      | Grande Noue de Neuvry                                            | 8,79                  | Seine                                                   | Mouy-sur-Seine ~ Bray-sur-Seine ~ Jaulnes ~ Gouaix ~ Grisy-sur-Seine.                                 |   |      |           |                             |
| Grande Noue d'Hermé (bras de la)                                             | 6      | -                                                                | 1,73                  | Bras de la Grande Noue d'Hermé F22-0451                 | Hermé.                                                                                                |   |      |           |                             |
| Grande Noue d'Hermé (bras de la),                                            | 6      | -                                                                | 2,21                  | Grande Noue d'Hermé                                     | Melz-sur-Seine.                                                                                       |   |      |           |                             |
| Grande Prairie (cours d'eau 01 de la)                                        | 6      | -                                                                | 1,12                  | Ru la Croix Helene                                      | Crouy-sur-Ourcq ~ May-en-Multien.                                                                     |   |      |           |                             |
| Grande Vidange (la),                                                         | 5      | -                                                                | 6,62                  | -                                                       | Saint-Fargeau-Ponthierry.                                                                             |   |      |           |                             |
| Grandes Vignes (cours d'eau 01 des)                                          | 6      | -                                                                | 2,22                  | -                                                       | Mitry-Mory.                                                                                           |   |      |           |                             |
| Grands Buissons (ru des)                                                     | 6      | -                                                                | 1,94                  | Marsange                                                | Villeneuve-le-Comte.                                                                                  |   |      |           |                             |
| Grands Buissons (fossé 01 des)                                               | 6      | -                                                                | 1,27                  | Marsange                                                | Villeneuve-le-Comte.                                                                                  |   |      |           |                             |
| Grands Champs (ruisseau des)                                                 | 5      | -                                                                | 9,20                  | Châtelet                                                | Le Châtelet-en-Brie ~ Les Écrennes ~ Pamfou.                                                          |   |      |           |                             |
| Graviers (canal 01 des), cours d'eau naturel                                 | 6      | -                                                                | 4,14                  | Seine                                                   | Grisy-sur-Seine ~ Jaulnes.                                                                            |   |      |           |                             |
| Gravière (fossé 01 de la)                                                    | 6      | -                                                                | 1,41                  | Auxence                                                 | Marolles-sur-Seine ~ La Tombe.                                                                        |   |      |           |                             |
| Grèves (fossé 06 des)                                                        | 6      | -                                                                | 1,10                  | -                                                       | Montdauphin.                                                                                          |   |      |           |                             |
| Griay de la Couture (fossé 01 du)                                            | 6      | -                                                                | 1,25                  | Étang de Beuvron                                        | Touquin ~ Le Plessis-Feu-Aussoux.                                                                     |   |      |           |                             |
| Grillons (ru des)                                                            | 6      | -                                                                | 4,39                  | Voulzie                                                 | Voulton ~ Léchelle ~ Beauchery-Saint-Martin.                                                          |   |      |           |                             |
| Gros Bouleau (fossé 01 du)                                                   | 6      | -                                                                | 1,28                  | Ru du Grand Étang                                       | Favières.                                                                                             |   |      |           |                             |
| Groue (fossé 01 de la)                                                       | 6      | -                                                                | 1,95                  | Aubetin                                                 | Beton-Bazoches.                                                                                       |   |      |           |                             |
| Grouettes (fossé 01 des)                                                     | 6      | -                                                                | 1,17                  | Ru de Chaton                                            | Vendrest ~ Cocherel.                                                                                  |   |      |           |                             |
| Gué (ru du)                                                                  | 6      | -                                                                | 1,60                  | Beuvronne                                               | Messy.                                                                                                |   |      |           |                             |
| Guénin (ru) Nature en attente de mise à jour                                 | 5      | -                                                                | 5,39                  | Chatelet                                                | Le Châtelet-en-Brie ~ Les Écrennes ~ Fontenailles ~ La Chapelle-Gauthier.                             |   |      |           |                             |
| Haie de Provins (cours d'eau 01 de la),                                      | 6      | -                                                                | 2,68                  | Ru de Vinet                                             | Montenils.                                                                                            |   |      |           |                             |
| Hantes (ravin des)                                                           | 6      | -                                                                | 1,06                  | Ru de fontenelle                                        | Cerneux ~ Saint-Mars-Vieux-Maisons.                                                                   |   |      |           |                             |
| Heurtreaux (fossé des)                                                       | 6      | -                                                                | 1,88                  | Fossé du Grand Etang                                    | Moussy-le-Neuf ~ Othis.                                                                               |   |      |           |                             |
| Hiveroux (ru de l')                                                          | 6      | Ru de liéchen                                                    | 1,52                  | Ru de Volmerot                                          | Saint-Martin-du-Boschet ~ Sancy-lès-Provins.                                                          |   |      |           |                             |
| Hotte (ru de la)                                                             | 6      | -                                                                | 4,85                  | Marsange                                                | Favières.                                                                                             |   |      |           |                             |
| Houis (cours d'eau 01 des)                                                   | 6      | -                                                                | 2,28                  | Ru du Rognon                                            | Pierre-Levée.                                                                                         |   |      |           |                             |
| Isles-les-Meldeuses (fossé 01 de la Commune d')                              | 6      | -                                                                | 1,13                  | Marne                                                   | Isles-les-Meldeuses.                                                                                  |   |      |           |                             |
| Jard (ru du)                                                                 | 6      | Ru de Voisenon, Ru de Rubelles, Cours d'Eau 01 des Trois Moulins | 4,18                  | Almont                                                  | Vert-Saint-Denis ~ Voisenon ~ Rubelles ~ Maincy.                                                      |   |      |           |                             |
| Jean Racet (ru)                                                              | 6      | -                                                                | 4,23                  | Ru du Chaton                                            | Vendrest.                                                                                             |   |      |           |                             |
| Jouannet (ru)                                                                | 6      | -                                                                | 1,19                  | ru de la Vallee Javot                                   | Pamfou ~ Valence-en-Brie.                                                                             |   |      |           |                             |
| Jouy-le-Châtel (fossé 01 de la Commune de)                                   | 6      | -                                                                | 1,95                  | Grand Ru de l'Abbaye                                    | Jouy-le-Châtel.                                                                                       |   |      |           |                             |
| Jurandes (fossé 01 des),                                                     | 6      | -                                                                | 1,20                  | Fusain                                                  | Beaumont-du-Gâtinais.                                                                                 |   |      |           |                             |
| Justice aux Chiennes (fossé 01 de la)                                        | 6      | -                                                                | 2,17                  | Ru de Balory                                            | Réau ~ Vert-Saint-Denis.                                                                              |   |      |           |                             |
| Laulinoue (fossé 01 de)                                                      | 6      | -                                                                | 1,61                  | -                                                       | Verdelot.                                                                                             |   |      |           |                             |
| Liéton (ru du)                                                               | 5      | -                                                                | 9,20                  | Grand Morin                                             | Mouroux ~ Giremoutiers ~ La Haute-Maison ~ Maisoncelles-en-Brie.                                      |   |      |           |                             |
| Lochy (ru de)                                                                | 6      | -                                                                | 3,68                  | Grand Morin                                             | Magny-le-Hongre ~ Montry ~ Saint-Germain-sur-Morin.                                                   |   |      |           |                             |
| Loef (ru la)                                                                 | 6      | -                                                                | 1,96                  | Aubetin                                                 | Saints.                                                                                               |   |      |           |                             |
| Loing (bras du)                                                              | 6      | -                                                                | 1,04                  | Loing                                                   | Nemours.                                                                                              |   |      |           |                             |
| Loing (bras du)                                                              | 6      | -                                                                | 1,03                  | Loing                                                   | Grez-sur-Loing.                                                                                       |   |      |           |                             |
| Loing (bras du)                                                              | 6      | -                                                                | 2,28                  | Loing                                                   | La Genevraye ~ Épisy.                                                                                 |   |      |           |                             |
| Loing (bras du) Nature en attente de mise à jour                             | 6      | -                                                                | 2,64                  | Loing                                                   | La Genevraye.                                                                                         |   |      |           |                             |
| Longuiolle (ru de la)                                                        | 6      | -                                                                | 2,10                  | Morbras                                                 | Pontault-Combault ~ Roissy-en-Brie.                                                                   |   |      |           |                             |
| Longuiolles (ru des)                                                         | 6      | -                                                                | 2,06                  | Ru des Gassets                                          | Serris ~ Montévrain.                                                                                  |   |      |           |                             |
| Luart (ru du),                                                               | 6      | Ru de Montolivet                                                 | 2,98                  | Petit Morin                                             | Montolivet ~ Montdauphin.                                                                             |   |      |           |                             |
| Lunain (bras du)                                                             | 6      | -                                                                | 1,23                  | Lunain                                                  | La Genevraye ~ Villemer (Seine-et-Marne).                                                             |   |      |           |                             |
| Maclin (ru)                                                                  | 6      | Ru de Villiers                                                   | 4,23                  | Aubetin                                                 | Beautheil ~ Saints.                                                                                   |   |      |           |                             |
| Madeleine (fossé 01 de la)                                                   | 6      | -                                                                | 1,38                  | Ru Flavien                                              | Vernou-la-Celle-sur-Seine.                                                                            |   |      |           |                             |
| Madereau (ru de)                                                             | 6      | -                                                                | 1,29                  | -                                                       | Favières ~ Tournan-en-Brie.                                                                           |   |      |           |                             |
| Magny-Saint-Loup (fossé 01 de)                                               | 6      | -                                                                | 1,56                  | Ru du Mesnil                                            | Boutigny~ Coulommes.                                                                                  |   |      |           |                             |
| Maison des Prés (fossé 01 de la)                                             | 6      | -                                                                | 2,55                  | Voulzie                                                 | Saint-Brice~ Sourdun.                                                                                 |   |      |           |                             |
| Maison Rouge (fossé 01 de)                                                   | 6      | -                                                                | 1,98                  | -                                                       | Grandpuits-Bailly-Carrois.                                                                            |   |      |           |                             |
| Malbarreaux (fossé 01 des)                                                   | 6      | -                                                                | 1,74                  | Ru du Pré de Vilaine                                    | Moussy-le-Vieux.                                                                                      |   |      |           |                             |
| Mansigny (ruisseau de)                                                       | 5      | -                                                                | 6,89                  | Marne                                                   | Chambry ~ Poincy ~ Trilport.                                                                          |   |      |           |                             |
| Maquerelle (ru de la)                                                        | 6      | -                                                                | 2,25                  | Ru du Rossignol                                         | Saint-Mard ~ Juilly.                                                                                  |   |      |           |                             |
| Marais (ru du)                                                               | 6      | -                                                                | 1,52                  | Ru de Rebais                                            | Fleury-en-Bière.                                                                                      |   |      |           |                             |
| Marais de Négando                                                            | 6      | -                                                                | 1,03                  | Le Grand Fossé                                          | Crouy-sur-Ourcq.                                                                                      |   |      |           |                             |
| Marderon (ru)                                                                | 6      | -                                                                | 2,74                  | Visandre                                                | Voinsles.                                                                                             |   |      |           |                             |
| Mardilly (fossé 01 de)                                                       | 6      | -                                                                | 2,21                  | Yerres                                                  | Évry-Grégy-sur-Yerre ~ Limoges-Fourches.                                                              |   |      |           |                             |
| Mare aux Loups (fossé 01 de la)                                              | 6      | -                                                                | 2,92                  | Ru Bêlant                                               | Laval-en-Brie ~ Salins.                                                                               |   |      |           |                             |
| Mare aux Loups (canal 01 de la) (cours d'eau)                                | 6      | -                                                                | 1,24                  | -                                                       | Laval-en-Brie.                                                                                        |   |      |           |                             |
| Maréchères (fossé 01 des)                                                    | 6      | -                                                                | 3,45                  | Ru de l'Étang                                           | Courchamp ~ Les Marêts ~ Champcenest.                                                                 |   |      |           |                             |
| Marne (bras de la)                                                           | 6      | -                                                                | 1,01                  | Marne                                                   | Germigny-l'Évêque ~ Congis-sur-Thérouanne.                                                            |   |      |           |                             |
| Marne (bras de la)                                                           | 6      | -                                                                | 1,48                  | Marne                                                   | Germigny-l'Évêque ~ Poincy ~ Trilport.                                                                |   |      |           |                             |
| Marnière (fossé 01 de la)                                                    | 6      | -                                                                | 1,08                  | -                                                       | Montereau-sur-le-Jard                                                                                 |   |      |           |                             |
| Marnières (ru des)                                                           | 6      | -                                                                | 2,70                  | Yerres                                                  | Hautefeuille ~ La Celle-sur-Morin.                                                                    |   |      |           |                             |
| Mauny (cours d'eau 01 de)                                                    | 6      | -                                                                | 4,03                  | Almont                                                  | La Chapelle-Rablais ~ Fontains.                                                                       |   |      |           |                             |
| Mauperthuis (fossé 01 de la Commune de)                                      | 6      | -                                                                | 1,07                  | Aubetin                                                 | Mauperthuis.                                                                                          |   |      |           |                             |
| Miroir (fossé du Miroir)                                                     | 6      | -                                                                | 2,19                  | Yerres                                                  | Chaumes-en-Brie.                                                                                      |   |      |           |                             |
| Méances (bras du ruisseau des)                                               | 6      | -                                                                | 1,36                  | Ruisseau des Méances                                    | Chalmaison.                                                                                           |   |      |           |                             |
| Méances (bras des)                                                           | 6      | -                                                                | 1,34                  | Ruisseau des Méances                                    | Everly ~ Les Ormes-sur-Voulzie.                                                                       |   |      |           |                             |
| Mée-sur-Seine (fossé 01 de la Commune du)                                    | 6      | Lyve ou Lives                                                    | 2,80                  | Seine                                                   | Boissise-la-Bertrand ~ Le Mée-sur-Seine.                                                              |   |      |           |                             |
| Mézières (canal 01 de), cours d'eau naturel                                  | 6      | -                                                                | 2,62                  | Bras de la Seine                                        | Grisy-sur-Seine ~ Noyen-sur-Seine.                                                                    |   |      |           |                             |
| Meilleray (fossé 01 de la Commune de)                                        | 6      | -                                                                | 1,74                  | Ru du Val                                               | Meilleray.                                                                                            |   |      |           |                             |
| Melenfroy (ru de)                                                            | 6      | -                                                                | 3,75                  | Ru de Vallière                                          | Pécy ~ Voinsles.                                                                                      |   |      |           |                             |
| Méranne (ru de)                                                              | 5      | -                                                                | 6,24                  | Ourcq                                                   | Lizy-sur-Ourcq ~ Ocquerre ~ Cocherel.                                                                 |   |      |           |                             |
| Merisiers (fossé 01 des)                                                     | 6      | -                                                                | 1,61                  | Ru de Courtablond                                       | Chamigny ~ Sainte-Aulde.                                                                              |   |      |           |                             |
| Merisiers (fossé 02 des)                                                     | 6      | -                                                                | 1,09                  | Fossé 01 des Merisiers                                  | Chamigny.                                                                                             |   |      |           |                             |
| Merlette (ru de la)                                                          | 6      | -                                                                | 2,43                  | Marne                                                   | Sept-Sorts.                                                                                           |   |      |           |                             |
| Mesnil (ru du)                                                               | 5      | -                                                                | 9,40                  | Grand Morin                                             | Couilly-Pont-aux-Dames ~ Quincy-Voisins ~ Bouleurs ~ Boutigny ~ Coulommes ~ Vaucourtois.              |   |      |           |                             |
| Meuniers (ru)                                                                | 6      | -                                                                | 1,68                  | Ru d'Avon                                               | Yèbles ~ Guignes.                                                                                     |   |      |           |                             |
| Michée (ru de la)                                                            | 6      | -                                                                | 3,21                  | Grand Morin                                             | Chartronges ~ Jouy-sur-Morin.                                                                         |   |      |           |                             |
| Miroir (fossé du)                                                            | 6      | -                                                                | 2,19                  | Yerres                                                  | Chaumes-en-Brie.                                                                                      |   |      |           |                             |
| Moines (ru des)                                                              | 5      | -                                                                | 7,05                  | Ru d'Ancoeur                                            | Bombon ~ Mormant ~ Saint-Méry.                                                                        |   |      |           |                             |
| Moissy-Cramayel (fossé 01 de la Commune de)                                  | 6      | -                                                                | 1,00                  | Ruisseau des Hauldres                                   | Moissy-Cramayel.                                                                                      |   |      |           |                             |
| Monnoury (ru de)                                                             | 5      | -                                                                | 8,01                  | Ru de Bréon                                             | Marles-en-Brie ~ Lumigny-Nesles-Ormeaux ~ Fontenay-Trésigny.                                          |   |      |           |                             |
| Mons (ruisseau de)                                                           | 6      | Ru de la fontaine de mons                                        | 4,11                  | Auxence                                                 | Thénisy ~ Paroy ~ Mons-en-Montois.                                                                    |   |      |           |                             |
| Montbardis (fossé 01 des)                                                    | 6      | -                                                                | 2,06                  | Ru de Courtablond                                       | Chamigny.                                                                                             |   |      |           |                             |
| Montagne d'Or (fossé 01 de la)                                               | 6      | -                                                                | 1,21                  | Fossé 01 des Bois de la Reculée                         | Germigny-sous-Coulombs.                                                                               |   |      |           |                             |
| Montagne de Train (fossé 01 de la)                                           | 6      | -                                                                | 1,47                  | Ru des Bouillons                                        | Moret-Loing-et-Orvanne.                                                                               |   |      |           |                             |
| Montauban (fossé 01 de)                                                      | 6      | -                                                                | 1,67                  | Ru de l'Étang de Beuvron                                | Amillis ~ Vaudoy-en-Brie.                                                                             |   |      |           |                             |
| Montbourjean (ru de)                                                         | 6      | -                                                                | 2,78                  | -                                                       | Ussy-sur-Marne ~ La Ferté-sous-Jouarre ~ Chamigny.                                                    |   |      |           |                             |
| Montreuil-aux-Lions (ru de),                                                 | 5      | Ru des Bouillons                                                 | 8,15                  | Marne                                                   | Coulombs-en-Valois ~ Dhuisy ~ Sainte-Aulde ~ Luzancy.                                                 |   |      |           |                             |
| Moontguichet (cours d'eau 01 de)                                             | 6      | -                                                                | 1,49                  | Ru des signets                                          | Signy-Signets.                                                                                        |   |      |           |                             |
| Moreau (ru),                                                                 | 5      | -                                                                | 6,28                  | Petit Morin                                             | Verdelot.                                                                                             |   |      |           |                             |
| Morion (ru de)                                                               | 6      | -                                                                | 1,34                  | Bras du Loing F4375151                                  | Souppes-sur-Loing.                                                                                    |   |      |           |                             |
| Mortcerf (fossé 01 de)                                                       | 6      | -                                                                | 1,40                  | -                                                       | Mortcerf.                                                                                             |   |      |           |                             |
| Morte Mère (ru)                                                              | 5      | -                                                                | 5,40                  | Marne                                                   | Villevaudé ~ Pomponne ~ Saint-Thibault-des-Vignes.                                                    |   |      |           |                             |
| Motte Bonnot (Cours d'eau 01 de la)                                          | 6      | -                                                                | 1,23                  | Bras de la Grande Noue d'Hermé F2226001                 | Hermé.                                                                                                |   |      |           |                             |
| Motte Givaux (Cours d'eau 01 de la)                                          | 6      | -                                                                | 2,18                  | Grande Noue d'Hermé                                     | Hermé ~ Melz-sur-Seine.                                                                               |   |      |           |                             |
| Motte l'Abbesse (fossé 01 de la)                                             | 6      | -                                                                | 2,20                  | -                                                       | Germigny-l'Évêque ~ Trilport ~ Armentières-en-Brie.                                                   |   |      |           |                             |
| Mouche (ru du)                                                               | 6      | -                                                                | 2,48                  | Auxence                                                 | Vimpelles ~ Égligny.                                                                                  |   |      |           |                             |
| Moulignon (ruisseau de),                                                     | 5      | Ruisseau d'auvernaux                                             | 8,68                  | École                                                   | Saint-Fargeau-Ponthierry.                                                                             |   |      |           |                             |
| Moulins (cours d'eau 02 des)                                                 | 6      | -                                                                | 1,07                  | Ru de la Fonderie                                       | Bussières.                                                                                            |   |      |           |                             |
| Moulin des Bretins (cours d'eau 01 du)                                       | 6      | -                                                                | 1,43                  | Lunain                                                  | Lorrez-le-Bocage-Préaux.                                                                              |   |      |           |                             |
| Moulin de Gouaix (fossé 01 du)                                               | 6      | -                                                                | 1,78                  | Ruisseau des Méances                                    | Longueville ~ Jutigny.                                                                                |   |      |           |                             |
| Moulin de Villeneuve (fossé 01 du)                                           | 6      | -                                                                | 2,42                  | Biberonne                                               | Longperrier ~ Villeneuve-sous-Dammartin.                                                              |   |      |           |                             |
| Moulin Hauts Champs (cours d'eau 01 du)                                      | 5      | -                                                                | 5,39                  | Bras de la Seine (F2201001)                             | Passy-sur-Seine ~ Villuis ~ Grisy-sur-Seine.                                                          |   |      |           |                             |
| Moulin Hauts Champs (bras 01 du)                                             | 6      | -                                                                | 1,08                  | Canal 01 de Mézières                                    | Grisy-sur-Seine ~ Noyen-sur-Seine.                                                                    |   |      |           |                             |
| Mouthieux (fossé 01 des)                                                     | 6      | -                                                                | 1,33                  | Réveillon                                               | Jouy-le-Châtel.                                                                                       |   |      |           |                             |
| Néronde (fossé 01 de)                                                        | 6      | -                                                                | 1,10                  | Ru des Touches                                          | Monthyon.                                                                                             |   |      |           |                             |
| Nesle (fossé 01 de)                                                          | 6      | -                                                                | 1,71                  | Ru du Rognon                                            | La Haute-Maison ~ Pierre-Levée.                                                                       |   |      |           |                             |
| Nogentel (ruisseau),                                                         | 5      | -                                                                | 7,58                  | Grand Morin                                             | Montceaux-lès-Provins.                                                                                |   |      |           |                             |
| Non Gerard (ru de)                                                           | 6      | Fossé 01 de Milhard                                              | 1,63                  | Vannetin                                                | Choisy-en-Brie ~ Marolles-en-Brie.                                                                    |   |      |           |                             |
| Noue (la)                                                                    | 5      | -                                                                | 6,94                  | Seine                                                   | Marolles-sur-Seine ~ Courcelles-en-Bassée.                                                            |   |      |           |                             |
| Noue (bras de la)                                                            | 6      | -                                                                | 2,24                  | La Noue                                                 | Marolles-sur-Seine ~ Courcelles-en-Bassée.                                                            |   |      |           |                             |
| Noue (la),                                                                   | 6      | -                                                                | 1,30                  | Essonne                                                 | Boulancourt.                                                                                          |   |      |           |                             |
| Noue (fossé 04 de la)                                                        | 6      | -                                                                | 1,50                  | Visandre                                                | Jouy-le-Châtel.                                                                                       |   |      |           |                             |
| Noue (fossé 05 de la)                                                        | 6      | -                                                                | 6,94                  | Ru de Bréon                                             | Châtres.                                                                                              |   |      |           |                             |
| Noue d'Auvergne                                                              | 6      | -                                                                | 3,10                  | Auxence                                                 | Châtenay-sur-Seine ~ Égligny ~ Balloy.                                                                |   |      |           |                             |
| Noues de Compans (fossé 01 des)                                              | 6      | -                                                                | 1,34                  | Biberonne                                               | Compans ~ Thieux.                                                                                     |   |      |           |                             |
| Nouettes (fossé 01 des),                                                     | 6      | -                                                                | 1,25                  | Aubetin                                                 | Louan-Villegruis-Fontaine.                                                                            |   |      |           |                             |
| Noyer aux Perdrix (fossé 01 du)                                              | 6      | -                                                                | 1,39                  | -                                                       | Servon ~ Brie-Comte-Robert.                                                                           |   |      |           |                             |
| Oissery (ru d'),                                                             | 6      | -                                                                | 1,37                  | Ru de Brégy                                             | Oissery.                                                                                              |   |      |           |                             |
| Orlon (ru d')                                                                | 6      | -                                                                | 3,10                  | Visandre                                                | Voinsles.                                                                                             |   |      |           |                             |
| Orval (l’),                                                                  | 5      | Ruisseau l'orval                                                 | 9,41                  | Orvanne                                                 | Blennes.                                                                                              |   |      |           |                             |
| Orvanne (bras de l')                                                         | 6      | -                                                                | 1,37                  | Orvanne                                                 | Flagy ~ Thoury-Férottes.                                                                              |   |      |           |                             |
| Orvanne (bras de l')                                                         | 6      | -                                                                | 1,81                  | Orvanne                                                 | Écuelles ~ Montarlot.                                                                                 |   |      |           |                             |
| Othis (fossé 01 de la Commune de)                                            | 6      | -                                                                | 1,89                  | Cours d'Eau 03 de la Commune d'Eve                      | Dammartin-en-Goële ~ Othis.                                                                           |   |      |           |                             |
| Othis (fossé 02 de la Commune de)                                            | 6      | -                                                                | 2,65                  | Cours d'Eau 03 de la Commune d'Eve                      | Dammartin-en-Goële ~ Othis.                                                                           |   |      |           |                             |
| Othis (fossé 03 de la Commune de),                                           | 6      | -                                                                | 2,63                  | Cours d'Eau 03 de la Commune d'Eve                      | Dammartin-en-Goële                                                                                    |   |      |           |                             |
| Ouches (ru des)                                                              | 6      | -                                                                | 1,40                  | Ru de Drouilly                                          | La Chapelle-Moutils ~ Lescherolles.                                                                   |   |      |           |                             |
| Ourcq (bras de l')                                                           | 6      | -                                                                | 1,55                  | Ourcq                                                   | Crouy-sur-Ourcq.                                                                                      |   |      |           |                             |
| Oursine (ru de l')                                                           | 6      | -                                                                | 1,71                  | Aubetin                                                 | Mauperthuis ~ Saint-Augustin.                                                                         |   |      |           |                             |
| Ozouer-le-Voulgis (fossé 01 de la Commune d')                                | 6      | -                                                                | 2,75                  | Yerres                                                  | Ozouer-le-Voulgis.                                                                                    |   |      |           |                             |
| Paraclins (fossé 01 des)                                                     | 6      | -                                                                | 1,25                  | Aubetin                                                 | Augers-en-Brie ~ Villiers-Saint-Georges.                                                              |   |      |           |                             |
| Paradis (vidée du)                                                           | 6      | -                                                                | 1,67                  | Seine                                                   | Saint-Sauveur-lès-Bray ~ Mouy-sur-Seine.                                                              |   |      |           |                             |
| Pature (ru de la)                                                            | 6      | -                                                                | 2,49                  | Ru de Franchin                                          | Lescherolles.                                                                                         |   |      |           |                             |
| Pâtures (fossé 03 des)                                                       | 6      | -                                                                | 1,89                  | Canal des Ormes                                         | Les Ormes-sur-Voulzie.                                                                                |   |      |           |                             |
| Pavillon de Nandy (fossé 02 du)                                              | 6      | -                                                                | 1,07                  | -                                                       | Nandy.                                                                                                |   |      |           |                             |
| Payenne (la)                                                                 | 6      | Ruisseau la payenne                                              | 2,57                  | Ru de Piétrée                                           | Choisy-en-Brie.                                                                                       |   |      |           |                             |
| Pelle (ru de la)                                                             | 6      | -                                                                | 1,10                  | Seine                                                   | Jaulnes ~ Villenauxe-la-Petite.                                                                       |   |      |           |                             |
| Perches (fossé 01 des)                                                       | 6      | -                                                                | 2,84                  | Canal 01 de Mézières                                    | Noyen-sur-Seine ~ Passy-sur-Seine.                                                                    |   |      |           |                             |
| Péreuse (ru de)                                                              | 6      | Ru de Pereuse                                                    | 3,29                  | Marne                                                   | Signy-Signets ~ Jouarre ~ Sammeron.                                                                   |   |      |           |                             |
| Petit Beaufour (Fossé 01 du)                                                 | 6      | -                                                                | 2,29                  | Ru de Beaufour                                          | Amillis ~ Chevru.                                                                                     |   |      |           |                             |
| Petit Bibartault (cours d'Eau 01 du)                                         | 6      | -                                                                | 4,07                  | Ru du Rognon                                            | Jouarre.                                                                                              |   |      |           |                             |
| Petit Morin (bras du)                                                        | 6      | -                                                                | 1,58                  | Petit Morin                                             | Saint-Cyr-sur-Morin ~ Saint-Ouen-sur-Morin.                                                           |   |      |           |                             |
| Petit Noyer (fossé 01 du)                                                    | 6      | -                                                                | 1,52                  | Chatelet                                                | Les Écrennes.                                                                                         |   |      |           |                             |
| Petite Brosse (fossé 01 de la)                                               | 6      | -                                                                | 2,05                  | Cours d'Eau 01 du Petit Bibartault                      | Pierre-Levée ~ Jouarre.                                                                               |   |      |           |                             |
| Petite Contrée (fossé 01 de la)                                              | 6      | -                                                                | 2,14                  | -                                                       | Louan-Villegruis-Fontaine.                                                                            |   |      |           |                             |
| Petits Rousseaux (fossé 01 des)                                              | 6      | -                                                                | 1,72                  | -                                                       | Saint-Sauveur-sur-École ~ Perthes.                                                                    |   |      |           |                             |
| Pézarches (fossé 01 de la Commune de)                                        | 6      | -                                                                | 2,92                  | Yerres                                                  | Hautefeuille ~ Pézarches.                                                                             |   |      |           |                             |
| Philippe (ru)                                                                | 6      | -                                                                | 3,91                  | Marne                                                   | Saacy-sur-Marne ~ Mery-sur-Marne.                                                                     |   |      |           |                             |
| Pièce au Loup (fossé 01 de la)                                               | 6      | -                                                                | 1,17                  | Auxence                                                 | Paroy~ Luisetaines.                                                                                   |   |      |           |                             |
| Pièce de l'Auberge (fossé 01 de la)                                          | 6      | -                                                                | 1,24                  | Fossé 01 de Coubert                                     | Coubert.                                                                                              |   |      |           |                             |
| Pièces de Galande (fossé 01 des)                                             | 6      | -                                                                | 2,41                  | Ruisseau des Hauldres                                   | Évry-Grégy-sur-Yerre ~ Limoges-Fourches ~ Moissy-Cramayel ~ Réau.                                     |   |      |           |                             |
| Pièce des Noyers (fossé 01 de la)                                            | 6      | -                                                                | 1,40                  | -                                                       | Grandpuits-Bailly-Carrois.                                                                            |   |      |           |                             |
| Pierre-Levée (fossé 01 de la Commune de)                                     | 6      | -                                                                | 1,73                  | Ru du Rognon                                            | La Haute-Maison ~ Pierre-Levée.                                                                       |   |      |           |                             |
| Pinaudière (fossé 01 de la)                                                  | 6      | -                                                                | 3,09                  | Ru des Cygnes                                           | Villemareuil.                                                                                         |   |      |           |                             |
| Pissotte (ru de la)                                                          | 6      | -                                                                | 1,09                  | Ru la Croix Hélène                                      | Coulombs-en-Valois.                                                                                   |   |      |           |                             |
| Plaine du Plat Cul (fossé 01 de la)                                          | 6      | -                                                                | 1,71                  | Marne                                                   | Varreddes.                                                                                            |   |      |           |                             |
| Planches (ru des)                                                            | 6      | -                                                                | 4,42                  | Yvron                                                   | La Croix-en-Brie.                                                                                     |   |      |           |                             |
| Planchotte (fossé 01 de la)                                                  | 6      | -                                                                | 4,41                  | -                                                       | Fontaine-Fourches ~ Villiers-sur-Seine ~ Noyen-sur-Seine.                                             |   |      |           |                             |
| Plessis (ru du)                                                              | 6      | -                                                                | 2,28                  | Barcq                                                   | Voulton.                                                                                              |   |      |           |                             |
| Plessis-aux-Bois (fossé 01 du)                                               | 6      | -                                                                | 1,79                  | Ru de Beauvais                                          | Vinantes ~ Le Plessis-aux-Bois.                                                                       |   |      |           |                             |
| Plessis-les-Nonains (fossé 01 du)                                            | 6      | -                                                                | 3,75                  | Réveillon (Yerres)                                      | Ozoir-la-Ferrière ~ Chevry-Cossigny.                                                                  |   |      |           |                             |
| Posses Notre-Dame (fossé 01 des)                                             | 6      | -                                                                | 1,68                  | Marsange                                                | Villeneuve-le-Comte.                                                                                  |   |      |           |                             |
| Pouilly (ru de)                                                              | 6      | -                                                                | 3,12                  | Ru Bobée                                                | Saint-Germain-Laxis.                                                                                  |   |      |           |                             |
| Pré Boyau (fossé 01 du)                                                      | 6      | -                                                                | 2,60                  | Ru de la Folie                                          | Villeneuve-Saint-Denis ~ Villeneuve-le-Comte.                                                         |   |      |           |                             |
| Pré de Vilaine (ru du)                                                       | 6      | -                                                                | 2,39                  | Biberonne                                               | Moussy-le-Vieux ~ Longperrier.                                                                        |   |      |           |                             |
| Préfolle (ru de)                                                             | 6      | -                                                                | 1,46                  | Ru d'Avon                                               | Guignes.                                                                                              |   |      |           |                             |
| Prés (ravin des),                                                            | 6      | Ravin des Prés                                                   | 1,44                  | Ru du Val                                               | Meilleray.                                                                                            |   |      |           |                             |
| Prés Bazoches (ruisseau des)                                                 | 6      | -                                                                | 2,03                  | Aubetin                                                 | Beton-Bazoches.                                                                                       |   |      |           |                             |
| Prés de Forcilles (ru des)                                                   | 6      | -                                                                | 1,02                  | Ru de Cornillot                                         | Férolles-Attilly ~ Brie-Comte-Robert.                                                                 |   |      |           |                             |
| Prés de Lury (cours d'eau 01 des)                                            | 6      | -                                                                | 1,17                  | Ourcq                                                   | Lizy-sur-Ourcq ~ Ocquerre.                                                                            |   |      |           |                             |
| Pré des Fontaines (ru du)                                                    | 6      | Ru de la Salmande                                                | 2,71                  | Ru de Coulombs                                          | Germigny-sous-Coulombs.                                                                               |   |      |           |                             |
| Prés le Chemin de Grez (cours d'eau 01 des) Nature en attente de mise à jour | 6      | -                                                                | 1,06                  | Ru du Cornillot                                         | Larchant.                                                                                             |   |      |           |                             |
| Prés le Roi (ru des)                                                         | 6      | -                                                                | 2,20                  | Ru du Cornillot                                         | Brie-Comte-Robert.                                                                                    |   |      |           |                             |
| Prés des Vallées (ru des)                                                    | 6      | -                                                                | 3,97                  | Ru de Villefermoy                                       | La Chapelle-Rablais.                                                                                  |   |      |           |                             |
| Prés Hauts (ru des)                                                          | 6      | -                                                                | 3,68                  | Yonne                                                   | Marolles-sur-Seine ~ Barbey.                                                                          |   |      |           |                             |
| Preneux (vidange des)                                                        | 6      | Ru de chaumont                                                   | 1,92                  | Ru de Chaumont                                          | Vaux-le-Pénil.                                                                                        |   |      |           |                             |
| Prieuré (fossé 01 de)                                                        | 6      | -                                                                | 3,49                  | -                                                       | Champagne-sur-Seine ~ Héricy.                                                                         |   |      |           |                             |
| Presles-en-Brie (cours d'eau 01 de la Commune de)                            | 6      | -                                                                | 1,37                  | Barbançonne                                             | Presles-en-Brie.                                                                                      |   |      |           |                             |
| Puise (ru du)                                                                | 6      | -                                                                | 1,80                  | Aubetin                                                 | Augers-en-Brie.                                                                                       |   |      |           |                             |
| Puiseaux (fossé 01 de)                                                       | 6      | -                                                                | 1,17                  | Visandre                                                | Le Plessis-Feu-Aussoux.                                                                               |   |      |           |                             |
| Putte Muce (ru de)                                                           | 6      | -                                                                | 1,46                  | Vallée Javot                                            | Valence-en-Brie.                                                                                      |   |      |           |                             |
| Puttes Pierres (fossé 01 des) Nature en attente de mise à jour               | 6      | -                                                                | 3,04                  | Voulzie                                                 | Sourdun ~ Léchelle.                                                                                   |   |      |           |                             |
| Queue Mahot (ru de la)                                                       | 6      | -                                                                | 1,43                  | Marsange                                                | Presles-en-Brie ~ Gretz-Armainvilliers ~ Tournan-en-Brie.                                             |   |      |           |                             |
| Queue-Ouquet (ru de la)                                                      | 6      | -                                                                | 1,26                  | Ru de Montreuil-aux-Lions                               | Dhuisy.                                                                                               |   |      |           |                             |
| Queurses (fossé 01 des)                                                      | 6      | -                                                                | 1,18                  | Vannetin                                                | Choisy-en-Brie ~ Chartronges.                                                                         |   |      |           |                             |
| Quincarnelles (fossé 01 des)                                                 | 6      | -                                                                | 1,21                  | Fossé 01 du Bois Labrune                                | Combs-la-Ville.                                                                                       |   |      |           |                             |
| Rapinet (ru du)                                                              | 5      | Ruisseau du marais du refuge                                     | 5,68                  | Bras de la Marne                                        | Chalifert ~ Precy-sur-Marne ~ Jablines ~ Lesches ~ Trilbardou.                                        |   |      |           |                             |
| Rebais (ru de)                                                               | 5      | Ru de la grande prairie                                          | 9,27                  | École                                                   | Cély ~ Fleury-en-Bière ~ Perthes ~ Arbonne-la-Forêt.                                                  |   |      |           |                             |
| Reculée (la)                                                                 | 6      | -                                                                | 1,21                  | Ru de Chivres                                           | Tancrou.                                                                                              |   |      |           |                             |
| Réveillon (ru de)                                                            | 6      | -                                                                | 2,77                  | Grand Morin                                             | Saint-Rémy-la-Vanne ~ Saint-Siméon.                                                                   |   |      |           |                             |
| Rhône (ru du),                                                               | 5      | Ru du pas Richard                                                | 7,41                  | Clignon                                                 | Coulombs-en-Valois ~ Dhuisy.                                                                          |   |      |           |                             |
| Riberdouilles (cours d'eau 01 des)                                           | 6      | -                                                                | 1,70                  | École                                                   | Saint-Sauveur-sur-École.                                                                              |   |      |           |                             |
| Richebourg (fossé 01 de)                                                     | 6      | -                                                                | 1,46                  | Beuvronne                                               | Saint-Mesmes ~ Nantouillet.                                                                           |   |      |           |                             |
| Rieux (fossé 01 des)                                                         | 6      | -                                                                | 3,71                  | Voulzie                                                 | Léchelle ~ Chalautre-la-Grande.                                                                       |   |      |           |                             |
| Rieux (ruisseau des)                                                         | 6      | -                                                                | 3,11                  | Aubetin                                                 | Beton-Bazoches ~ Courtacon ~ Champcenest.                                                             |   |      |           |                             |
| Rigaud (cours d'eau 01 de la)                                                | 6      | -                                                                | 1,37                  | Ru Philippe                                             | Saacy-sur-Marne.                                                                                      |   |      |           |                             |
| Rigaude (la)                                                                 | 6      | Ruisseau de la Rigaude                                           | 1,78                  | Yerres                                                  | Brie-Comte-Robert.                                                                                    |   |      |           |                             |
| Reneuse (la)                                                                 | 5      | -                                                                | 5,32                  | Beuvronne                                               | Mitry-Mory ~ Gressy ~ Claye-Souilly ~ Villeparisis.                                                   |   |      |           |                             |
| Rompure (fossé 01 de la)                                                     | 6      | -                                                                | 1,05                  | Le Conduit                                              | Bazoches-lès-Bray.                                                                                    |   |      |           |                             |
| Rosières (ru des)                                                            | 6      | -                                                                | 2,65                  | Seine                                                   | Bois-le-Roi ~ Chartrettes.                                                                            |   |      |           |                             |
| Rossignol (ru du)                                                            | 5      | Ru de l'Arzillère                                                | 5,40                  | Beuvronne                                               | Saint-Mard ~ Juilly ~ Nantouillet.                                                                    |   |      |           |                             |
| Ru (le),                                                                     | 5      | -                                                                | 6,55                  | Resson                                                  | Chalautre-la-Grande.                                                                                  |   |      |           |                             |
| Saincerelle (la)                                                             | 6      | -                                                                | 1,23                  | -                                                       | Favières.                                                                                             |   |      |           |                             |
| Saint-Blandin (ru de)                                                        | 6      | -                                                                | 3,40                  | Grand Morin                                             | Guérard ~ Maisoncelles-en-Brie.                                                                       |   |      |           |                             |
| Saint-Eloi (fossé 01 de)                                                     | 6      | -                                                                | 1,22                  | Ru de la Baguette                                       | Amillis.                                                                                              |   |      |           |                             |
| Saint-Fiacre (cours d'eau 01 de la Commune de)                               | 6      | -                                                                | 1,41                  | Ru des Cygnes                                           | Saint-Fiacre ~ Villemareuil.                                                                          |   |      |           |                             |
| Saint-Germain-sous-Doue (cours d'eau 01 de la Commune de)                    | 6      | -                                                                | 5,00                  | Ru de l'Orgeval                                         | Jouarre ~ Saint-Germain-sous-Doue ~ Doue.                                                             |   |      |           |                             |
| Saint-Gobert (ru de)                                                         | 6      | -                                                                | 2,77                  | Ru du Bois Colot                                        | Barcy ~ Marcilly.                                                                                     |   |      |           |                             |
| Saint-Jean (ruisseau de),                                                    | 6      | -                                                                | 3,31                  | Fusain                                                  | Château-Landon.                                                                                       |   |      |           |                             |
| Saint-Julien (cours d'eau 01 de)                                             | 6      | -                                                                | 1,00                  | Ruisseau des Hauldres                                   | Limoges-Fourches ~ Réau.                                                                              |   |      |           |                             |
| Saint-Léger (fossé 01 de)                                                    | 6      | -                                                                | 2,72                  | -                                                       | Bourron-Marlotte.                                                                                     |   |      |           |                             |
| Saint-Loup (ru de)                                                           | 6      | -                                                                | 1,27                  | Ru du Dragon                                            | Saint-Loup-de-Naud.                                                                                   |   |      |           |                             |
| Saint-Mars (ru de)                                                           | 5      | Ru de Vauvard                                                    | 6,88                  | Grand Morin                                             | La Ferté-Gaucher ~ Saint-Mars-Vieux-Maisons ~ Saint-Martin-des-Champs.                                |   |      |           |                             |
| Saint-Martin (ru de)                                                         | 6      | -                                                                | 1,10                  | Grand Morin                                             | Saint-Martin-des-Champs ~ Lescherolles.                                                               |   |      |           |                             |
| Sainte-Anne (ru de)                                                          | 5      | -                                                                | 6,79                  | Yvron                                                   | La Croix-en-Brie ~ Châteaubleau ~ Vieux-Champagne.                                                    |   |      |           |                             |
| Sallucy (ru de)                                                              | 6      | -                                                                | 1,36                  | Ru de Méranne                                           | Ocquerre ~ Tancrou ~ Cocherel.                                                                        |   |      |           |                             |
| Saules Séveux (fossé 01 des)                                                 | 6      | -                                                                | 2,55                  | -                                                       | Gouaix.                                                                                               |   |      |           |                             |
| Saules Piquants (cours d'eau 01 des)                                         | 6      | -                                                                | 1,06                  | Yvron                                                   | La Croix-en-Brie ~ Nangis.                                                                            |   |      |           |                             |
| Sautilliers (ru des),                                                        | 6      | -                                                                | 2,39                  | Ru de Montreuil-aux-Lions                               | Sainte-Aulde.                                                                                         |   |      |           |                             |
| Sauvageons (fossé 01 des)                                                    | 6      | -                                                                | 1,88                  | Yerres                                                  | Bernay-Vilbert.                                                                                       |   |      |           |                             |
| Seine (bras de la)                                                           | 6      | -                                                                | 1,10                  | Seine                                                   | Grisy-sur-Seine.                                                                                      |   |      |           |                             |
| Seine (bras de la)                                                           | 6      | -                                                                | 1,06                  | Seine                                                   | Gravon ~ La Tombe.                                                                                    |   |      |           |                             |
| Seine (bras de la)                                                           | 6      | -                                                                | 2,04                  | Seine                                                   | Grisy-sur-Seine ~ Noyen-sur-Seine.                                                                    |   |      |           |                             |
| Seine (bras de la)                                                           | 6      | -                                                                | 2,87                  | Seine                                                   | Grisy-sur-Seine ~ Noyen-sur-Seine.                                                                    |   |      |           |                             |
| Seine (bras de la)                                                           | 6      | -                                                                | 1,02                  | Seine                                                   | La Grande-Paroisse ~ Écuelles (Seine-et-Marne)~ Vernou-la-Celle-sur-Seine.                            |   |      |           |                             |
| Seine (bras de la)                                                           | 6      | -                                                                | 1,73                  | Seine                                                   | Moret-Loing-et-Orvanne ~ Saint-Mammès.                                                                |   |      |           |                             |
| Seine (bras de la)                                                           | 6      | -                                                                | 1,57                  | Seine                                                   | Le Mée-sur-Seine ~ Melun.                                                                             |   |      |           |                             |
| Seine (vidange de la)                                                        | 6      | -                                                                | 2,77                  | Bras de la Seine                                        | Varennes-sur-Seine.                                                                                   |   |      |           |                             |
| Signets (ru des)                                                             | 5      | Ru de la bécotte                                                 | 6,23                  | Marne                                                   | Saint-Jean-les-Deux-JumeauxSigny-Signets ~ Sammeron.                                                  |   |      |           |                             |
| Sourde (ru de la)                                                            | 6      | -                                                                | 1,05                  | Ru de Lochy                                             | Magny-le-Hongre ~ Saint-Germain-sur-Morin.                                                            |   |      |           |                             |
| Souspoix (ru de)                                                             | 6      | -                                                                | 1,59                  | Voulzie                                                 | Léchelle ~ Beauchery-Saint-Martin.                                                                    |   |      |           |                             |
| Suby (ru de)                                                                 | 5      | -                                                                | 8,86                  | Auxence                                                 | Salins ~ Châtenay-sur-Seine ~ Montigny-Lencoup.                                                       |   |      |           |                             |
| Tambourin (fossé 01 du)                                                      | 6      | -                                                                | 1,15                  | Ourcq                                                   | Lizy-sur-Ourcq.                                                                                       |   |      |           |                             |
| Tanneries (ru des)                                                           | 5      | -                                                                | 6,02                  | Almont                                                  | Nangis.                                                                                               |   |      |           |                             |
| Terre Forte (fossé 01 de Ma)                                                 | 6      | -                                                                | 1,77                  | Bras de la Marne F6265701                               | Saint-Jean-les-Deux-Jumeaux.                                                                          |   |      |           |                             |
| Terres des Carreaux (fossé 01 des)                                           | 6      | -                                                                | 1,89                  | Fossé 01 du Bois Letrée                                 | Villiers-Saint-Georges.                                                                               |   |      |           |                             |
| Tessonnerie (ru de la)                                                       | 5      | -                                                                | 5,49                  | Ru des Fontaines blanches                               | La Chapelle-Iger ~ Voinsles.                                                                          |   |      |           |                             |
| Tétoie (cours d'eau 01 de la),                                               | 6      | -                                                                | 1,35                  | Ru de Vergis                                            | Verdelot.                                                                                             |   |      |           |                             |
| Thérouanne (bras de la)                                                      | 6      | -                                                                | 1,26                  | Thérouanne                                              | Étrépilly.                                                                                            |   |      |           |                             |
| Thérouanne (bras de la)                                                      | 6      | -                                                                | 1,26                  | Thérouanne                                              | Oissery.                                                                                              |   |      |           |                             |
| Thiercelieux (cours d'eau 02 de)                                             | 6      | -                                                                | 1,39                  | Ru du Val                                               | Saint-Barthélemy ~ Montolivet.                                                                        |   |      |           |                             |
| Thieux (ru de)                                                               | 6      | -                                                                | 3,78                  | Biberonne                                               | Dammartin-en-Goële ~ Villeneuve-sous-Dammartin ~ Thieux.                                              |   |      |           |                             |
| Thurets (cours d'eau 01 des)                                                 | 6      | -                                                                | 2,81                  | Seine                                                   | Villiers-sur-Seine.                                                                                   |   |      |           |                             |
| Touches (ru des)                                                             | 6      | -                                                                | 2,56                  | Ru de Rutel                                             | Chauconin-Neufmontiers ~ Monthyon.                                                                    |   |      |           |                             |
| Toussacq (cours d'eau 01 de)                                                 | 6      | -                                                                | 2,81                  | Seine                                                   | Villenauxe-la-Petite ~ Passy-sur-Seine~ Grisy-sur-Seine.                                              |   |      |           |                             |
| Traconne (ruisseau de la),                                                   | 5      | -                                                                | 9,89                  | Voulzie                                                 | Beauchery-Saint-Martin ~ Louan-Villegruis-Fontaine.                                                   |   |      |           |                             |
| Trois Arches (fossé 01 des)                                                  | 6      | -                                                                | 1,59                  | Ru de Bréon                                             | La Houssaye-en-Brie ~ Marles-en-Brie.                                                                 |   |      |           |                             |
| Trois Pierres (ru des)                                                       | 6      | -                                                                | 1,88                  | Ru du Val                                               | La Chapelle-Moutils ~ Meilleray.                                                                      |   |      |           |                             |
| Trubart (ru de)                                                              | 6      | -                                                                | 1,88                  | Ru de Chaudron                                          | La Ferté-Gaucher ~ Saint-Martin-des-Champs.                                                           |   |      |           |                             |
| Vacherie (ru de la)                                                          | 6      | -                                                                | 1,95                  | Ru d'Ancoeur                                            | Saint-Ouen-en-Brie.                                                                                   |   |      |           |                             |
| Val (ru du) Nature en attente de mise à jour                                 | 6      | -                                                                | 1,46                  | Marne                                                   | Condé-Sainte-Libiaire ~ Mareuil-lès-Meaux ~ Quincy-Voisins.                                           |   |      |           |                             |
| Val (ru du),                                                                 | 5      | Ru des retrets                                                   | 6,83                  | Grand Morin                                             | Meilleray ~ Montolivet.                                                                               |   |      |           |                             |
| Valjouan (fossé 01 de)                                                       | 6      | -                                                                | 2,36                  | Ru des vieilles vignes                                  | Villeneuve-les-Bordes.                                                                                |   |      |           |                             |
| Vallées (fossé 01 des)                                                       | 6      | -                                                                | 2,10                  | -                                                       | Sourdun.                                                                                              |   |      |           |                             |
| Vallot (ru du)                                                               | 5      | -                                                                | 7,27                  | Visandre                                                | Jouy-le-Châtel ~ Bannost-Villegagnon.                                                                 |   |      |           |                             |
| Valure (ru de)                                                               | 6      | -                                                                | 3,30                  | Voulzie                                                 | Beauchery-Saint-Martin.                                                                               |   |      |           |                             |
| Vanneau (ru de)                                                              | 6      | -                                                                | 3,06                  | Vannetin                                                | Choisy-en-Brie ~ Saint-Siméon.                                                                        |   |      |           |                             |
| Vaseliers (cours d'eau 01 des)                                               | 6      | -                                                                | 1,00                  | Ru des Signets                                          | Signy-Signets.                                                                                        |   |      |           |                             |
| Vaudessart (ru de)                                                           | 6      | -                                                                | 3,45                  | Ru de la Fosse aux Coqs                                 | Crécy-la-Chapelle ~ Sancy.                                                                            |   |      |           |                             |
| Vaudoy-en-Brie (fossé 01 de la Commune de)                                   | 6      | -                                                                | 1,50                  | Visandre                                                | Vaudoy-en-Brie.                                                                                       |   |      |           |                             |
| Vaulois (ru de)                                                              | 6      | -                                                                | 1,62                  | Yerres                                                  | Soignolles-en-Brie.                                                                                   |   |      |           |                             |
| Vaux (ravin des)                                                             | 6      | -                                                                | 2,18                  | Barcq                                                   | Rouilly.                                                                                              |   |      |           |                             |
| Veillien (ru de)                                                             | 6      | -                                                                | 2,06                  | Ruisseau des Méances                                    | Soisy-Bouy ~ Chalautre-la-Petite.                                                                     |   |      |           |                             |
| Venante (ru de)                                                              | 5      | -                                                                | 5,64                  | Marne                                                   | Brou-sur-Chantereine ~ Pomponne ~ Vaires-sur-Marne ~ Villevaudé.                                      |   |      |           |                             |
| Vernouillet (cours d'eau 01 de) Nature en attente de mise à jour             | 6      | -                                                                | 3,29                  | -                                                       | Guignes ~ Verneuil-l'Étang ~ Beauvoir.                                                                |   |      |           |                             |
| Vieil Orvin                                                                  | 6      | -                                                                | 3,65                  | Seine                                                   | Villiers-sur-Seine..                                                                                  |   |      |           |                             |
| Vieil Orvin (bras du)                                                        | 6      | -                                                                | 1,75                  | Vieil Orvin                                             | Villiers-sur-Seine.                                                                                   |   |      |           |                             |
| Vieille Seine (la)                                                           | 6      | -                                                                | 3,01                  | Auxence                                                 | Vimpelles.                                                                                            |   |      |           |                             |
| Vieille Seine (bras de la)                                                   | 6      | -                                                                | 1,38                  | Auxence                                                 | Égligny.                                                                                              |   |      |           |                             |
| Vieille Seine (bras de la),                                                  | 6      | -                                                                | 1,18                  | Grande Noue d'Hermé                                     | Melz-sur-Seine.                                                                                       |   |      |           |                             |
| Vieilles vignes (ru des)                                                     | 6      | -                                                                | 2,92                  | Cours d'Eau 01 des Bourdottes                           | Fontains ~ Villeneuve-les-Bordes.                                                                     |   |      |           |                             |
| Vieux Graville (fossé 01 du)                                                 | 6      | -                                                                | 4,04                  | -                                                       | Champagne-sur-Seine ~ Machault ~ Vernou-la-Celle-sur-Seine.                                           |   |      |           |                             |
| Vieux Logis (fossé 01 du) Nature en attente de mise à jour                   | 6      | -                                                                | 1,68                  | Ru de la Vallee Javot                                   | Coutençon ~ Montigny-Lencoup.                                                                         |   |      |           |                             |
| Vieux Moulins (ru des)                                                       | 6      | -                                                                | 4,65                  | Ru du Dragon                                            | Maison-Rouge ~ Lizines ~ Saint-Loup-de-Naud.                                                          |   |      |           |                             |
| Vieux Prés (fossé 02 des)                                                    | 6      | -                                                                | 2,23                  | Ru de Frégy                                             | Chaumes-en-Brie.                                                                                      |   |      |           |                             |
| Vignot (ru de)                                                               | 6      | -                                                                | 3,42                  | Ru du Mesnil                                            | Bouleurs ~ Coulommes.                                                                                 |   |      |           |                             |
| Villefermoy (ru de)                                                          | 5      | Ru guérin                                                        | 8,19                  | Ru d'Ancoeur                                            | La Chapelle-Rablais ~ Fontenailles ~ Saint-Ouen-en-Brie.                                              |   |      |           |                             |
| Villeperdue (ru de)                                                          | 6      | -                                                                | 2,06                  | Ru de Drouilly                                          | Saint-Martin-du-Boschet ~ Sancy-lès-Provins.                                                          |   |      |           |                             |
| Villenauxe (ru de)                                                           | 6      | -                                                                | 2,87                  | Seine                                                   | Villenauxe-la-Petite.                                                                                 |   |      |           |                             |
| Villerenard (ru de),                                                         | 6      | -                                                                | 1,75                  | Ru de Drouilly                                          | Saint-Martin-du-Boschet.                                                                              |   |      |           |                             |
| Villers (fossé 01 de)                                                        | 6      | -                                                                | 2,76                  | Ru du Rognon                                            | Giremoutiers ~ Jouarre ~ Aulnoy.                                                                      |   |      |           |                             |
| Viry (ru de)                                                                 | 6      | -                                                                | 4,12                  | Ru de Rutel                                             | Chauconin-Neufmontiers ~ Monthyon.                                                                    |   |      |           |                             |
| Vivien (ru du)                                                               | 6      | -                                                                | 3,60                  | Launette                                                | Dammartin-en-Goële ~ Rouvres.                                                                         |   |      |           |                             |
| Voir Tracé Voulzie (bras de la) Nature en attente de mise à jour             | 6      | -                                                                | 1,07                  | -                                                       | Saint-Sauveur-lès-Bray.                                                                               |   |      |           |                             |
| Vorain (ru de)                                                               | 6      | -                                                                | 2,35                  | Grand Morin                                             | La Chapelle-Moutils.                                                                                  |   |      |           |                             |
| Vorpilliere (ru de)                                                          | 6      | -                                                                | 3,38                  | Petit Morin                                             | Jouarre ~ Saint-Cyr-sur-Morin.                                                                        |   |      |           |                             |
| Voulzie (bras de la)                                                         | 6      | -                                                                | 1,50                  | Voulzie                                                 | Saint-Sauveur-lès-Bray.                                                                               |   |      |           |                             |
| Voulzie (bras de la)                                                         | 6      | -                                                                | 1,66                  | Voulzie                                                 | Longueville ~ Sainte-Colombe.                                                                         |   |      |           |                             |
| Vouravoult (fossé 01 de)                                                     | 6      | -                                                                | 3,86                  | Barcq                                                   | Courchamp ~ Rupéreux ~ Voulton.                                                                       |   |      |           |                             |
| Vulaine (ru de)                                                              | 5      | -                                                                | 5,54                  | Yerres                                                  | Lumigny-Nesles-Ormeaux ~ Bernay-Vilbert ~ Rozay-en-Brie.                                              |   |      |           |                             |
| Yerres (bras de l')                                                          | 6      | -                                                                | 1,02                  | Yerres                                                  | Bernay-Vilbert.                                                                                       |   |      |           |                             |
| Yonnet (ru)                                                                  | 6      | -                                                                | 2,08                  | Ru du Val                                               | Saint-Barthélemy ~ Meilleray.                                                                         |   |      |           |                             |

## Globalisation linéaire des cours d'eau par commune (en km)
Les statistiques ci-dessous sont issues du site SIGES Seine Normandie
- Achères-la-Forêt  : 	0,00
- Amillis  : 	18,51
- Amponville  : 	0,00
- Andrezel  : 	0,00
- Annet-sur-Marne  : 	13,69
- Arbonne-la-Forêt  : 	8,18
- Argentières  : 	3,06
- Armentieres-en-Brie  : 	7,45
- Arvill  : 	0,00
- Aubepierre-Ozouer-le-Repos  : 	9,90
- Aufferville  : 	0,00
- Augers-en-Brie  : 	11,42
- Aulnoy  : 	12,78
- Avon  : 	1,69
- Baby  : 	0,00
- Bagneaux-sur-Loing  : 	6,54
- Bailly-Romainvilliers  : 	3,10
- Balloy  : 	12,68
- Bannost-Villegagnon  : 	13,32
- Barbey  : 	5,95
- Barbizon  : 	0,00
- Barcy  : 	2,67
- Bassevelle  : 	4,29
- Bazoches-les-Bray  : 	19,18
- Beauchery-Saint-Martin  : 	17,63
- Beaumont-du-Gâtinais  : 	7,51
- Beautheil  : 	18,97
- Beauvoir (Seine-et-Marne)  : 	0,76
- Bellot  : 	5,77
- Bernay-Vilbert  : 	16,70
- Beton-Bazoches  : 	10,05
- Bezalles  : 	1,06
- Blandy  : 	6,07
- Blennes  : 	8,41
- Bois-le-Roi  : 	3,18
- Boisdon  : 	1,33
- Boissettes  : 	2,69
- Boissise-la-Bertrand  : 	0,46
- Boissise-le-Roi  : 	5,99
- Boissy-aux-Cailles  : 	0,00
- Boissy-le-Châtel  : 	4,48
- Boitron  : 	2,17
- Bombon  : 	16,69
- Bougligny  : 	0,00
- Boulancourt  : 	2,24
- Bouleurs  : 	3,58
- Bourron-Marlotte  : 	6,85
- Boutigny  : 	6,94
- Bransles  : 	7,72
- Bray-sur-Seine  : 	2,81
- Bréau  : 	1,78
- Brie-Comte-Robert  : 	16,90
- Brou-sur-Chantereine  : 	5,15
- Burcy  : 	0,00
- Bussières  : 	3,11
- Bussy-Saint-Georges  : 	7,41
- Bussy-Saint-Martin  : 	1,15
- Buthiers  : 	2,72
- Cannes-Écluse  : 	3,36
- Carnetin  : 	3,85
- Cély  : 	3,14
- Cerneux  : 	10,27
- Cesson  : 	4,27
- Cessoy-en-Montois  : 	1,70
- Chailly-en-Bière  : 	2,15
- Chailly-en-Brie  : 	8,34
- Chaintreaux  : 	0,00
- Chalautre-la-Grande  : 	4,84
- Chalautre-la-Petite  : 	5,56
- Chalifert  : 	3,18
- Chalmaison  : 	8,74
- Chambry  : 	5,43
- Chamigny  : 	17,30
- Champagne-sur-Seine  : 	8,17
- Champcenest  : 	6,21
- Champdeuil  : 	0,00
- Champeaux  : 	5,46
- Champs-sur-Marne  : 	4,91
- Changis-sur-Marne  : 	2,14
- Chanteloup-en-Brie  : 	0,43
- Charmentray  : 	6,02
- Charny  : 	2,37
- Chartrettes  : 	6,29
- Chartronges  : 	3,07
- Château-Landon  : 	18,57
- Châteaubleau  : 	2,87
- Châtenay-sur-Seine  : 	11,66
- Châtenoy  : 	0,00
- Châtillon-la-Borde  : 	9,53
- Châtres  : 	12,78
- Chauconin-Neufmontiers  : 	10,82
- Chauffry  : 	3,31
- Chaumes-en-Brie  : 	17,74
- Chelles  : 	8,14
- Chenoise  : 	13,54
- Chenou  : 	0,00
- Chessy  : 	3,32
- Chevrainvilliers  : 	0,00
- Chevru  : 	10,97
- Chevry-Cossigny  : 	15,83
- Chevry-en-Sereine  : 	0,21
- Choisy-en-Brie  : 	16,72
- Citry  : 	6,94
- Claye-Souilly  : 	22,21
- Clos-Fontaine  : 	2,60
- Cocherel  : 	2,52
- Collégien  : 	1,18
- Combs-la-Ville  : 	10,46
- Compans  : 	2,94
- Conches-sur-Gondoire  : 	1,71
- Condé-Sainte-Libiaire  : 	6,32
- Congis-sur-Therouanne  : 	20,96
- Coubert  : 	5,81
- Couilly-Pont-aux-Dames  : 	6,11
- Coulombs-en-Valois  : 	12,30
- Coulommes  : 	2,41
- Coulommiers  : 	10,44
- Coupvray  : 	8,56
- Courcelles-en-Bassée  : 	4,78
- Courchamp  : 	7,99
- Courpalay  : 	10,73
- Courquetaine  : 	2,99
- Courtacon  : 	7,93
- Courtomer  : 	3,42
- Courtry  : 	2,84
- Coutencon  : 	4,41
- Coutevroult  : 	0,58
- Crécy-la-Chapelle  : 	1,34
- Crégy-lès-Meaux  : 	4,36
- Crèvecœur-en-Brie  : 	4,47
- Crisenoy  : 	5,51
- Croissy-Beaubourg  : 	0,02
- Crouy-sur-Ourcq  : 	17,03
- Cucharmoy  : 	1,19
- Cuisy  : 	1,63
- Dagny  : 	7,16
- Dammarie-lès-Lys  : 	0,78
- Dammartin-en-Goële  : 	6,37
- Dammartin-sur-Tigeaux  : 	8,96
- Dampmart  : 	5,10
- Darvault  : 	0,53
- Dhuisy  : 	6,85
- Diant  : 	3,75
- Donnemarie-Dontilly  : 	13,39
- Dormelles  : 	8,56
- Doue  : 	14,91
- Douy-la-Ramée  : 	3,64
- Échouboulains  : 	13,40
- Écuelles  : 	19,21
- Égligny  : 	13,30
- Égreville  : 	0,00
- Émerainville  : 	6,44
- Episy  : 	11,03
- Esbly  : 	6,54
- Esmans  : 	7,19
- Étrépilly  : 	8,33
- Everly  : 	13,60
- Évry-Grégy-sur-Yerres  : 	14,66
- Faremoutiers  : 	6,30
- Favières  : 	28,71
- Faÿ-lès-Nemours  : 	0,00
- Féricy  : 	7,68
- Ferolles-Attilly  : 	8,04
- Ferrières-en-Brie  : 	4,24
- Flagy  : 	3,01
- Fleury-en-Bière  : 	8,80
- Fontaine-Fourches  : 	5,77
- Fontaine-le-Port  : 	7,74
- Fontainebleau  : 	43,00
- Fontains  : 	15,11
- Fontenailles  : 	18,00
- Fontenay-Trésigny  : 	15,32
- Forfry  : 	4,86
- Forges  : 	5,72
- Fouju  : 	0,02
- Fresnes-sur-Marne  : 	10,02
- Frétoy  : 	3,30
- Fromont  : 	0,00
- Fublaines  : 	2,70
- Garentreville  : 	0,00
- Gastins  : 	6,40
- Germigny-l'Évêque  : 	7,38
- Germigny-sous-Coulombs  : 	6,92
- Gesvres-le-Chapitre  : 	1,41
- Giremoutiers  : 	4,73
- Gironville  : 	0,00
- Gouaix  : 	12,65
- Gouvernes  : 	4,07
- Grandpuits-Bailly-Carrois  : 	9,80
- Gravon  : 	6,72
- Gressy  : 	4,18
- Gretz-Armainvilliers  : 	8,61
- Grez-sur-Loing  : 	15,63
- Grisy-Suisnes  : 	11,16
- Grisy-sur-Seine  : 	9,53
- Guérard  : 	11,95
- Guercheville  : 	0,00
- Guermantes  : 	0,00
- Guignes  : 	3,68
- Gurcy-le-Châtel  : 	6,50
- Hautefeuille  : 	6,35
- Héricy  : 	11,32
- Hermé  : 	10,77
- Hondevilliers  : 	4,66
- Ichy  : 	0,00
- Isles-les-Meldeuses  : 	4,39
- Isles-les-Villenoy  : 	6,62
- Iverny  : 	0,87
- Jablines  : 	7,11
- Jaignes  : 	7,40
- Jaulnes  : 	14,76
- Jossigny  : 	6,23
- Jouarre  : 	31,96
- Jouy-le-Châtel  : 	24,20
- Jouy-sur-Morin  : 	13,97
- Juilly  : 	4,87
- Jutigny  : 	7,61
- La Brosse-Montceaux  : 	4,80
- La Celle-sur-Morin  : 	6,34
- La Chapelle-Gauthier  : 	13,42
- La Chapelle-Iger  : 	8,66
- La Chapelle-la-Reine  : 	0,00
- La Chapelle-Moutils  : 	13,51
- La Chapelle-Rablais  : 	11,01
- La Chapelle-Saint-Sulpice  : 	2,03
- Croix-en-Brie  : 	19,93
- La Ferté-Gaucher  : 	16,04
- La Ferte-sous-Jouarre  : 	10,05
- La Genevraye  : 	14,58
- La Grande-Paroisse  : 	20,98
- la Haute-Maison  : 	9,44
- La Houssaye-en-Brie  : 	10,95
- La Madeleine-sur-Loing  : 	5,23
- La Rochette  : 	3,19
- La Tombe  : 	6,87
- La Tretoire  : 	3,06
- Lagny-sur-Marne  : 	6,23
- Larchant  : 	1,58
- Laval-en-Brie  : 	15,40
- Le Châtelet-en-Brie  : 	17,27
- Le Mée-sur-Seine  : 	4,31
- Le Mesnil-Amelot  : 	0,00
- Le Pin  : 	4,63
- Le Plessis-aux-Bois  : 	3,75
- Le Plessis-Feu-Aussoux  : 	3,48
- Le Plessis-l'Évêque  : 	2,81
- Plessis-Placy  : 	2,04
- Le Vaudoué  : 	0,86
- Léchelle  : 	13,90
- Les Chapelles-Bourbon  : 	3,05
- Les Écrennes  : 	11,12
- Les Marêts  : 	2,75
- Les Ormes-sur-Voulzie  : 	15,58
- Lescherolles  : 	12,47
- Lesches  : 	3,37
- Lésigny  : 	2,27
- Leudon-en-Brie  : 	3,05
- Lieusaint  : 	6,64
- Limoges-Fourches  : 	3,87
- Lissy  : 	0,00
- Liverdy-en-Brie  : 	9,98
- Livry-sur-Seine  : 	0,95
- Lizines  : 	1,54
- Lizy-sur-Ourcq  : 	15,63
- Lognes  : 	0,00
- Longperrier  : 	2,74
- Longueville  : 	11,17
- Lorrez-le-Bocage-Préaux  : 	5,18
- Louan-Villegruis-Fontaine  : 	15,78
- Luisetaines  : 	3,87
- Lumigny-Nesles-Ormeaux  : 	23,52
- Luzancy  : 	3,53
- Machault  : 	12,32
- Magny-le-Hongre  : 	3,22
- Maincy  : 	6,10
- Maison-Rouge  : 	3,34
- Maisoncelles-en-Brie  : 	8,06
- Maisoncelles-en-Gâtinais  : 	0,00
- Marchémoret  : 	1,32
- Marcilly  : 	4,69
- Mareuil-lès-Meaux  : 	10,93
- Marles-en-Brie  : 	11,15
- Marolles-en-Brie  : 	6,87
- Marolles-sur-Seine  : 	21,82
- Mary-sur-Marne  : 	2,73
- Mauperthuis  : 	3,42
- Mauregard  : 	0,00
- May-en-Multien  : 	18,08
- Meaux  : 	14,30
- Meigneux  : 	3,75
- Meilleray  : 	11,76
- Melun  : 	6,54
- Melz-sur-Seine  : 	13,73
- Mery-sur-Marne  : 	2,58
- Messy  : 	5,64
- Misy-sur-Yonne  : 	2,25
- Mitry-Mory  : 	10,76
- Moisenay  : 	6,93
- Moissy-Cramayel  : 	6,84
- Mondreville  : 	0,00
- Mons-en-Montois  : 	1,45
- Montarlot  : 	5,79
- Montceaux-lès-Meaux  : 	4,62
- Montceaux-lès-Provins  : 	2,93
- Montcourt-Fromonville  : 	9,28
- Montdauphin  : 	4,91
- Montenils  : 	1,06
- Montereau-Fault-Yonne  : 	6,89
- Montereau-sur-le-Jard  : 	1,25
- Montevrain  : 	4,81
- Montgé-en-Goële  : 	6,49
- Monthyon  : 	6,20
- Montigny-le-Guesdier  : 	0,00
- Montigny-Lencoup  : 	17,08
- Montigny-sur-Loing  : 	10,55
- Montmachoux  : 	0,00
- Montolivet  : 	3,93
- Montry  : 	4,82
- Moret-sur-Loing  : 	7,49
- Mormant  : 	11,36
- Mortcerf  : 	5,18
- Mortery  : 	5,65
- Mouroux  : 	9,69
- Mousseaux-les-Bray  : 	3,06
- Moussy-le-Neuf  : 	3,15
- Moussy-le-Vieux  : 	5,30
- Mouy-sur-Seine  : 	9,87
- Nandy  : 	4,65
- Nangis  : 	15,68
- Nanteau-sur-Essonne  : 	2,55
- Nanteau-sur-Lunain  : 	5,07
- Nanteuil-lès-Meaux  : 	8,86
- Nanteuil-sur-Marne  : 	1,64
- Nantouillet  : 	4,06
- Nemours  : 	9,76
- Neufmoutiers-en-Brie  : 	12,88
- Noisiel  : 	2,45
- Noisy-Rudignon  : 	2,53
- Noisy-sur-École  : 	8,31
- Nonville  : 	7,72
- Noyen-sur-Seine  : 	24,93
- Obsonville  : 	0,00
- Ocquerre  : 	10,77
- Oissery  : 	6,60
- Orly-sur-Morin  : 	5,62
- Ormesson  : 	0,00
- Othis  : 	15,04
- Ozoir-la-Ferrière  : 	7,15
- Ozouer-le-Voulgis  : 	13,99
- Paley  : 	4,88
- Pamfou  : 	9,11
- Paroy  : 	4,36
- Passy-sur-Seine  : 	5,24
- Pécy  : 	13,40
- Penchard  : 	1,05
- Perthes  : 	5,77
- Pézarches  : 	7,74
- Pierre-Levée  : 	10,59
- Poigny  : 	9,23
- Poincy  : 	8,63
- Poligny  : 	0,00
- Pommeuse  : 	6,93
- Pomponne  : 	8,28
- Pontault-Combault  : 	4,31
- Pontcarré  : 	3,99
- Precy-sur-Marne  : 	3,91
- Presles-en-Brie  : 	11,69
- Pringy  : 	2,87
- Provins  : 	20,07
- Puisieux  : 	2,33
- Quiers  : 	9,18
- Quincy-Voisins  : 	7,76
- Rampillon  : 	9,48
- Réau  : 	6,11
- Rebais  : 	4,80
- Recloses  : 	0,00
- Remauville  : 	0,00
- Reuil-en-Brie  : 	1,60
- Roissy-en-Brie  : 	8,95
- Rouilly  : 	8,88
- Rouvres  : 	3,97
- Rozay-en-Brie  : 	3,77
- Rubelles  : 	2,30
- Rumont (Seine-et-Marne)  : 	0,00
- Rupéreux  : 	2,07
- Saacy-sur-Marne  : 	11,72
- Sablonnières  : 	5,94
- Saint-Ange-le-Viel  : 	0,00
- Saint-Augustin  : 	7,69
- Saint-Barthélemy  : 	10,95
- Saint-Brice  : 	7,47
- Saint-Cyr-sur-Morin  : 	11,01
- Saint-Denis-lès-Rebais  : 	6,82
- Saint-Fargeau-Ponthierry  : 	13,99
- Saint-Fiacre  : 	5,58
- Saint-Germain-Laval  : 	5,58
- Saint-Germain-Laxis  : 	5,65
- Saint-Germain-sous-Doue  : 	6,03
- Saint-Germain-sur-École  : 	1,15
- Saint-Germain-sur-Morin  : 	5,33
- Saint-Hilliers  : 	8,33
- Saint-Jean-les-Deux-Jumeaux  : 	15,61
- Saint-Just-en-Brie  : 	5,01
- Saint-Leger  : 	4,88
- Saint-Loup-de-Naud  : 	11,28
- Saint-Mammès  : 	3,00
- Saint-Mard  : 	2,18
- Saint-Mars-Vieux-Maisons  : 	14,55
- Saint-Martin-des-Champs  : 	7,29
- Saint-Martin-du-Boschet  : 	7,67
- Saint-Martin-en-Bière  : 	0,66
- Saint-Méry  : 	6,05
- Saint-Mesmes  : 	3,56
- Saint-Ouen-en-Brie  : 	5,72
- Saint-Ouen-sur-Morin  : 	4,80
- Saint-Pathus  : 	1,00
- Saint-Pierre-lès-Nemours  : 	12,67
- Saint-Rémy-la-Vanne  : 	10,25
- Saint-Sauveur-lès-Bray  : 	16,60
- Saint-Sauveur-sur-École  : 	3,99
- Saint-Siméon  : 	10,14
- Saint-Soupplets  : 	7,69
- Saint-Thibault-des-Vignes  : 	2,90
- Sainte-Aulde  : 	9,07
- Sainte-Colombe  : 	10,43
- Saints  : 	11,21
- Salins  : 	8,41
- Sammeron  : 	7,23
- Samois-sur-Seine  : 	8,89
- Samoreau  : 	5,84
- Sancy  : 	1,54
- Sancy-lès-Provins  : 	4,01
- Savigny-le-Temple  : 	5,67
- Savins  : 	2,50
- Seine-Port  : 	4,87
- Sept-Sorts  : 	6,63
- Serris  : 	5,76
- Servon  : 	3,90
- Signy-Signets  : 	11,23
- Sigy  : 	5,53
- Sivry-Courtry  : 	16,23
- Sognolles-en-Montois  : 	2,92
- Soignolles-en-Brie  : 	7,11
- Soisy-Bouy  : 	3,85
- Solers  : 	3,96
- Souppes-sur-Loing  : 	13,79
- Sourdun  : 	20,53
- Tancrou  : 	7,96
- Thénisy  : 	9,16
- Thieux  : 	7,05
- Thomery  : 	3,23
- Thorigny-sur-Marne  : 	4,12
- Thoury-Férottes  : 	5,52
- Tigeaux  : 	3,96
- Torcy  : 	5,11
- Touquin*	 : 	10,61
- Tournan-en-Brie  : 	8,86
- Tousson  : 	0,00
- Treuzy-Levelay  : 	3,73
- Trilbardou  : 	4,52
- Trilport  : 	3,03
- Trocy-en-Multien  : 	5,43
- Ury  : 	0,00
- Ussy-sur-Marne  : 	10,68
- Vaires-sur-Marne  : 	5,39
- Valence-en-Brie  : 	7,23
- Vanvillé  : 	1,78
- Varennes-sur-Seine  : 	8,31
- Varreddes  : 	11,38
- Vaucourtois  : 	1,51
- Vaudoy-en-Brie  : 	13,90
- Vaux-le-Penil  : 	8,18
- Vaux-sur-Lunain  : 	6,64
- Vendrest  : 	10,92
- Veneux-les-Sablons  : 	3,05
- Verdelot  : 	10,57
- Verneuil-l'Étang  : 	6,59
- Vernou-la-Celle-sur-Seine  : 	20,33
- Vert-Saint-Denis  : 	5,77
- Vieux-Champagne  : 	4,45
- Vignely  : 	3,14
- Ville-Saint-Jacques  : 	3,92
- Villebéon  : 	0,00
- Villecerf  : 	7,12
- Villemaréchal  : 	0,00
- Villemareuil  : 	7,88
- Villemer  : 	12,01
- Villenauxe-la-Petite  : 	6,61
- Villeneuve-le-Comte  : 	15,44
- Villeneuve-les-Bordes  : 	10,45
- Villeneuve-Saint-Denis  : 	8,45
- Villeneuve-sous-Dammartin  : 	4,59
- Villeneuve-sur-Bellot  : 	6,83
- Villenoy  : 	7,98
- Villeparisis  : 	5,31
- Villeroy  : 	2,50
- Villevaudé  : 	9,63
- Villiers-en-Bière  : 	12,63
- Villiers-Saint-Georges  : 	11,35
- Villiers-sous-Grez  : 	2,79
- Villiers-sur-Morin  : 	7,56
- Villiers-sur-Seine  : 	29,38
- Villuis  : 	2,01
- Vimpelles  : 	11,26
- Vinantes  : 	3,37
- Vincy-Manœuvre  : 	1,44
- Voinsles  : 	23,54
- Voisenon  : 	2,70
- Voulangis  : 	4,02
- Voulton  : 	12,04
- Voulx  : 	5,57
- Vulaines-lès-Provins  : 	2,10
- Vulaines-sur-Seine  : 	0,49
- Yèbles  : 	5,33

Total : 3 591,26 km